# Buick Roadmaster
 (juin 2023).
Si vous disposez d'ouvrages ou d'articles de référence ou si vous connaissez des sites web de qualité traitant du thème abordé ici, merci de compléter l'article en donnant les références utiles à sa vérifiabilité et en les liant à la section « Notes et références ».
La Buick Roadmaster est une automobile produite par la firme américaine Buick de 1936 à 1958 et de 1991 à 1996. Les Roadmasters produits entre 1936 et 1958 ont été construits sur le plus long empattement non limousine de Buick en partageant leur structure de base avec les Cadillac d'entrée de gamme et, après 1940, certaines Oldsmobile. Entre 1946 et 1957, le Roadmaster a été le vaisseau amiral de Buick.
Lorsqu'il a été ressuscité pour les années modèles 1991 à 1996, il est devenu le plus gros véhicule de la marque. La berline Roadmaster, un véhicule à carrosserie C au cours de ses huit générations précédentes, a partagé la carrosserie B pour la première fois de son histoire. Elle était de 254 mm plus longue et avec un empattement de 127 mm plus grand que la Buick Park Avenue. Elle était également plus grande à la fois en empattement (51 mm) et en longueur totale (152 mm) que la Cadillac DeVille.

## 1931-33

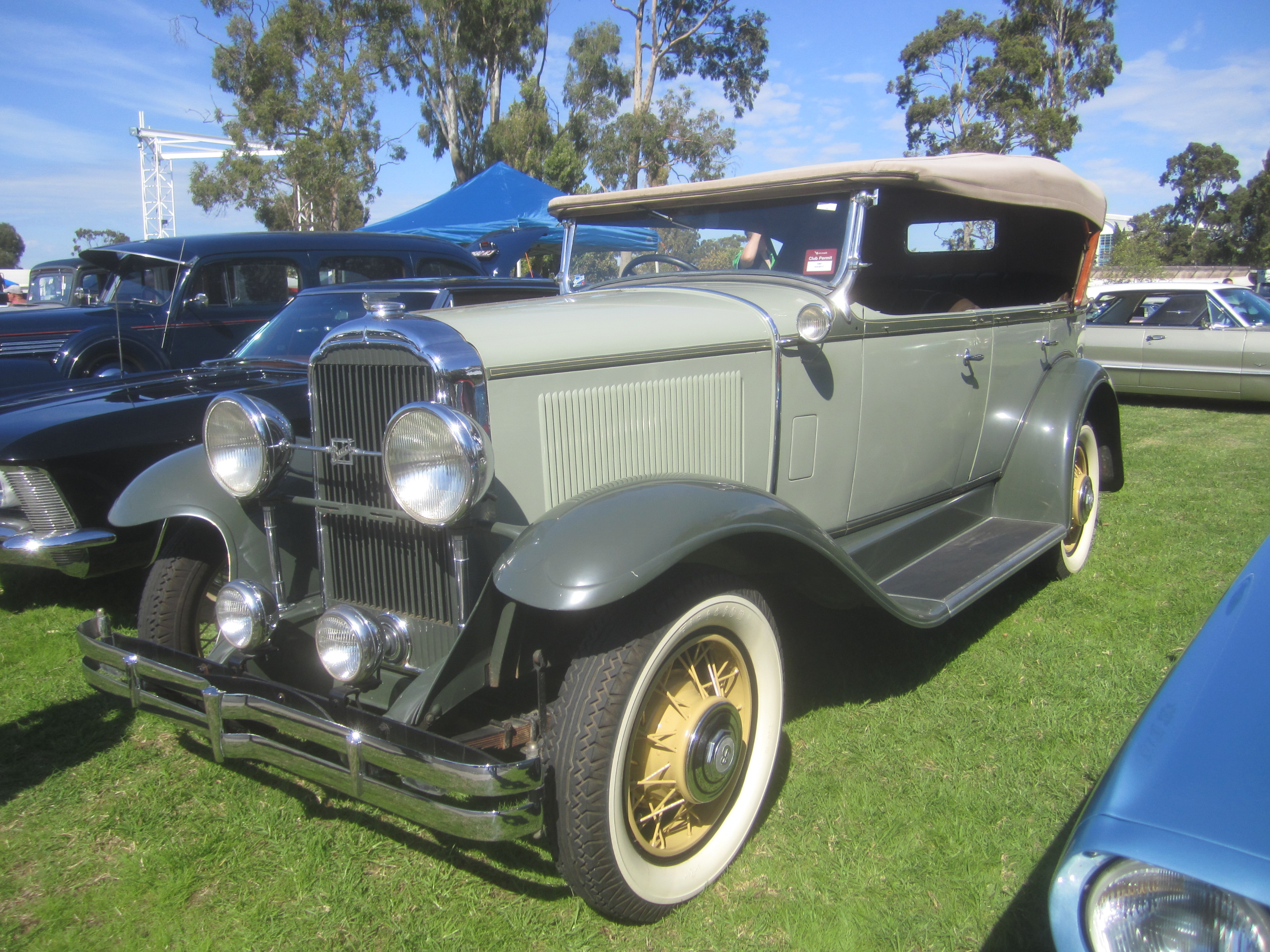
Buick Series 80 Tourer de 1931

La série 80, qui proposait une gamme de finitions de catégorie supérieure partagée avec la série 90, a été la première Buick à être équipée du moteur Buick Straight-8 de 5 650 cm³ développant 108 ch (78 kW) à 2 800 tr/min. Cette initiative représentait une nouvelle approche pour Buick, offrant une berline de luxe haut de gamme avec un moteur à huit cylindres, une caractéristique attendue des marques de luxe, similaire à la série Oldsmobile L sur la plate-forme General Motors C. L'année suivante, un nouveau moteur haute performance a été introduit, développant 115 ch (84 kW). En 1933, l'esthétique de toutes les Buicks a été mise à jour avec un nouveau style « simplifié », partagé avec toutes les voitures de GM pour cette année, à la suite de la création du « Art and Color Studio » de GM dirigé par Harley Earl. En 1933, c'était également la première année où tous les véhicules GM étaient équipés de fenêtres d'aération en option, initialement appelées « No Draft Individually Controlled Ventilation », plus tard renommées « Ventiplanes », dont la demande de brevet a été déposée le 28 novembre 1932. Ce brevet a été attribué à la Ternstedt Manufacturing Company, une filiale de GM qui produisait des composants pour Fisher Body. À la fin de 1933, la série 80 a été abandonnée après la production de 24 117 unités. Lors de sa reprise en 1936, le modèle a changé de nom pour devenir la "Série 80 Roadmaster".
Dans les années 1930, les options de carrosserie étaient quelque peu restreintes pour les automobiles, se limitant principalement à un choix entre un coupé à deux portes ou une berline à quatre portes, offrant une capacité de transport pour cinq à sept passagers. Nonobstant, cette offre s'est élargie au fil des ans avec l'introduction de nouveaux modèles et de variantes. En 1931, le coupé à deux portes était le choix principal, tout comme la berline à quatre portes, qui pouvait accueillir cinq ou sept passagers. En 1932, le coupé a été remplacé par un modèle appelé coupé Victoria, conçu pour transporter cinq passagers. L'année suivante, en 1933, a marqué l'introduction de nouvelles options, notamment le coupé cabriolet et la berline à quatre portes décapotable, qui a ramené la désignation "phaéton" à la gamme. En même temps, d'autres sites de fabrication ont été ouverts à travers le pays, fonctionnant sous la division d'assemblage Buick-Oldsmobile-Pontiac. Le prix de détail de la Phaéton décapotable s'élevait à 1 845 dollars américains, ce qui, en termes de pouvoir d'achat actuel, équivaudrait à environ 36 886 dollars américains en 2020. Les niveaux d'équipement et de sophistication des matériaux utilisés dans les modèles haut de gamme, tels que le Limited, rivalisaient avec ceux de la concurrente Packard Eight, garantissant ainsi une certaine parité sur le marché de l'automobile haut de gamme à l'époque.

## Première génération (1936-1937)
Les origines du nom "Roadmaster" remontent à 1936, lorsque Buick attribua des désignations à l'ensemble de sa gamme de modèles afin de célébrer les améliorations techniques et les avancées en matière de conception par rapport à leurs modèles de 1935. La série 40 de Buick fut nommée "Special", la série 50 disparut avant de réapparaître en 1940 sous le nom de "Super", la série 60 fut baptisée "Century" et la série 90 - représentant le véhicule le plus grand et le plus luxueux de Buick - fut nommée "Limited". La nouveauté de l'année modèle était la série 80 "Roadmaster".La brochure de vente Buick de 1936 décrit "Elle a littéralement été nommée la première fois qu'un modèle a été essayé sur l'autoroute"[pas clair].[réf. nécessaire]
La Roadmaster a été lancée lors d'une révision majeure des moteurs à huit cylindres en ligne à soupapes en tête de Buick. Buick a rationalisé sa gamme de moteurs en passant de quatre tailles à deux : un moteur de 3 818 cm3 développant 94 ch (69 kW) pour la Special, et un moteur de 5 247 cm3 développant 122 ch (89 kW) pour les Limited et Roadmaster. Buick a également adopté un couvre-culasse entièrement en acier, des freins hydrauliques et une suspension à ressorts hélicoïdaux à l'avant.
La berline Roadmaster pesait 1 859 kg, soit environ 40 kg de plus que la nouvelle Cadillac Series 60. Elle était vendue à 1 255 $ (équivalent à 23 406 $ en dollars de 2020), soit 440 $ de moins que la Cadillac la moins chère. Le seul autre modèle de carrosserie disponible était un cabriolet phaéton à quatre portes, vendu à 1 565 $ (29 187 $ en dollars de 2020) (avec un total de 1 064 unités produites), à une époque où une Cadillac dans le même style de carrosserie était commercialisée à partir de 2 745 $ (51 194 $ en dollars de 2020). En 1936, les ventes de Buick sont passées d'un peu plus de 48 000 à près de 158 000, la nouvelle série 80 Roadmaster représentant 16 049 unités de ce total.
En 1935, les Buick, aux côtés de la Chevrolet Standard, demeuraient les seules voitures de General Motors (GM) à maintenir le style de base de 1934. Ce n'est qu'avec le remodelage de 1936 que Buick rejoignit le reste des marques de GM. Pour l'année 1937, Buick adopta des carrosseries redessinées. La Roadmaster se distingua par l'ajout d'une calandre divisée, dotée de barres horizontales et d'un montant central peint pour correspondre à la carrosserie de la voiture. Les ailes devinrent plus anguleuses et les coques de phares furent rationalisées. La hauteur totale fut réduite de 38 mm tout en conservant les mêmes dimensions intérieures. Des améliorations mécaniques furent également apportées, incluant un nouveau carburateur et un arbre à cames révisé, augmentant la puissance du moteur à 132 chevaux (97 kW). Le moteur bénéficia également d'un nouveau collecteur d'admission, d'une pompe à huile, d'un système de refroidissement et d'un mécanisme de soupapes en tête plus silencieux. Une nouvelle variante de la Roadmaster fut introduite, équipée d'une cloison en verre rabattable entre les compartiments avant et arrière, au prix de 1 641 dollars, et 452 unités furent vendues. Le prix de la berline classique atteignit 1 018 dollars et celui de la phaéton s'éleva à 1 856 dollars (équivalant à 33 412 dollars en dollars de 2020). Les ventes totales de la Roadmaster atteignirent 16 129 unités en 1937.

L'année 1938 marqua la fin des carrosseries à éléments de structure en bois pour les modèles Roadmaster et Limited.

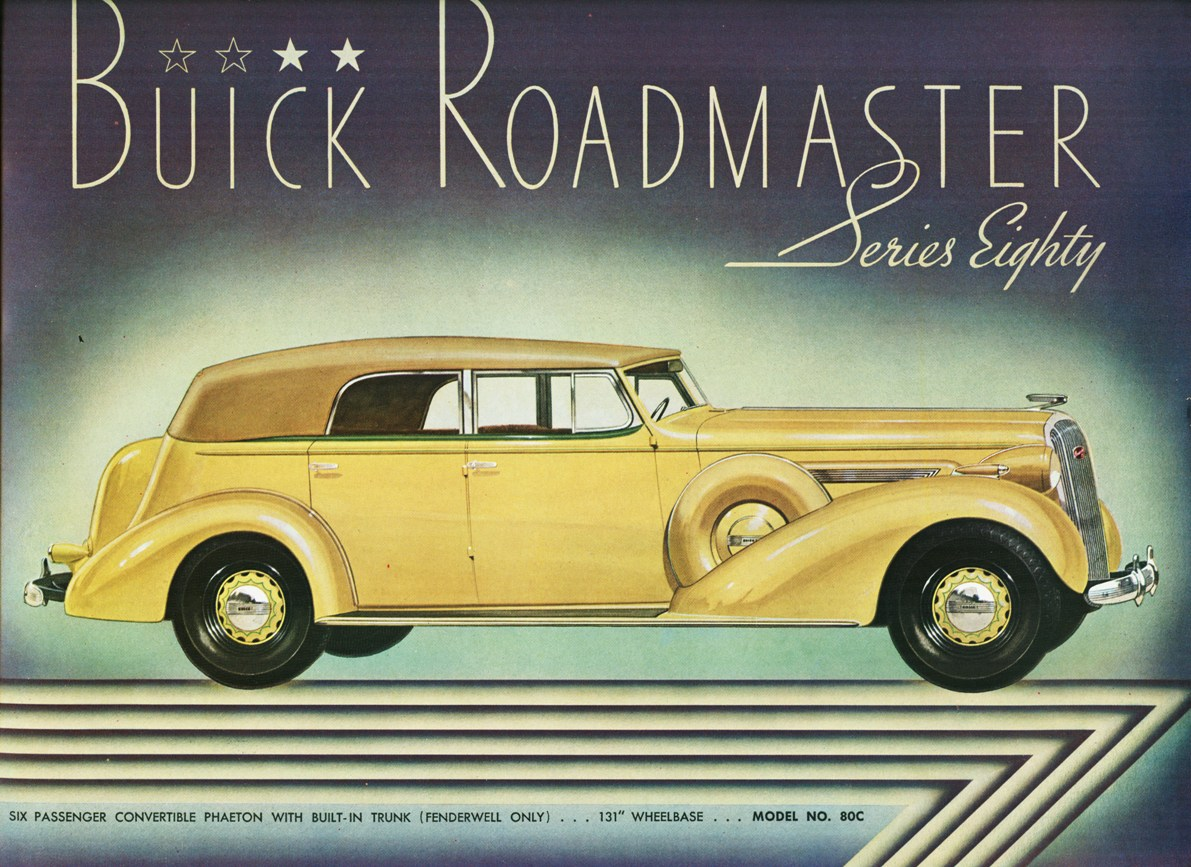
Buick Roadmaster Series 80CX Convertible Phaeton 1936.
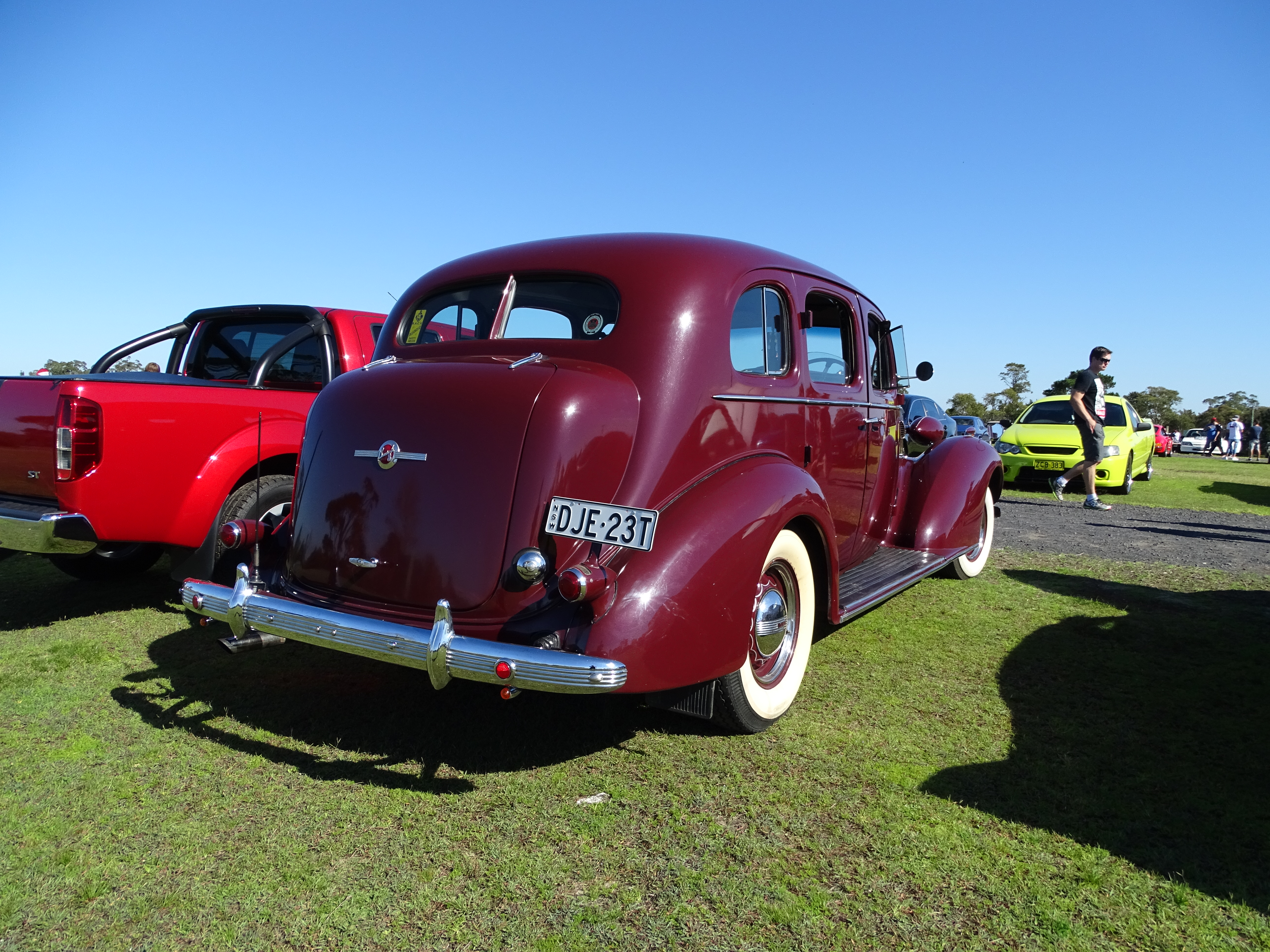
Berline 1936.
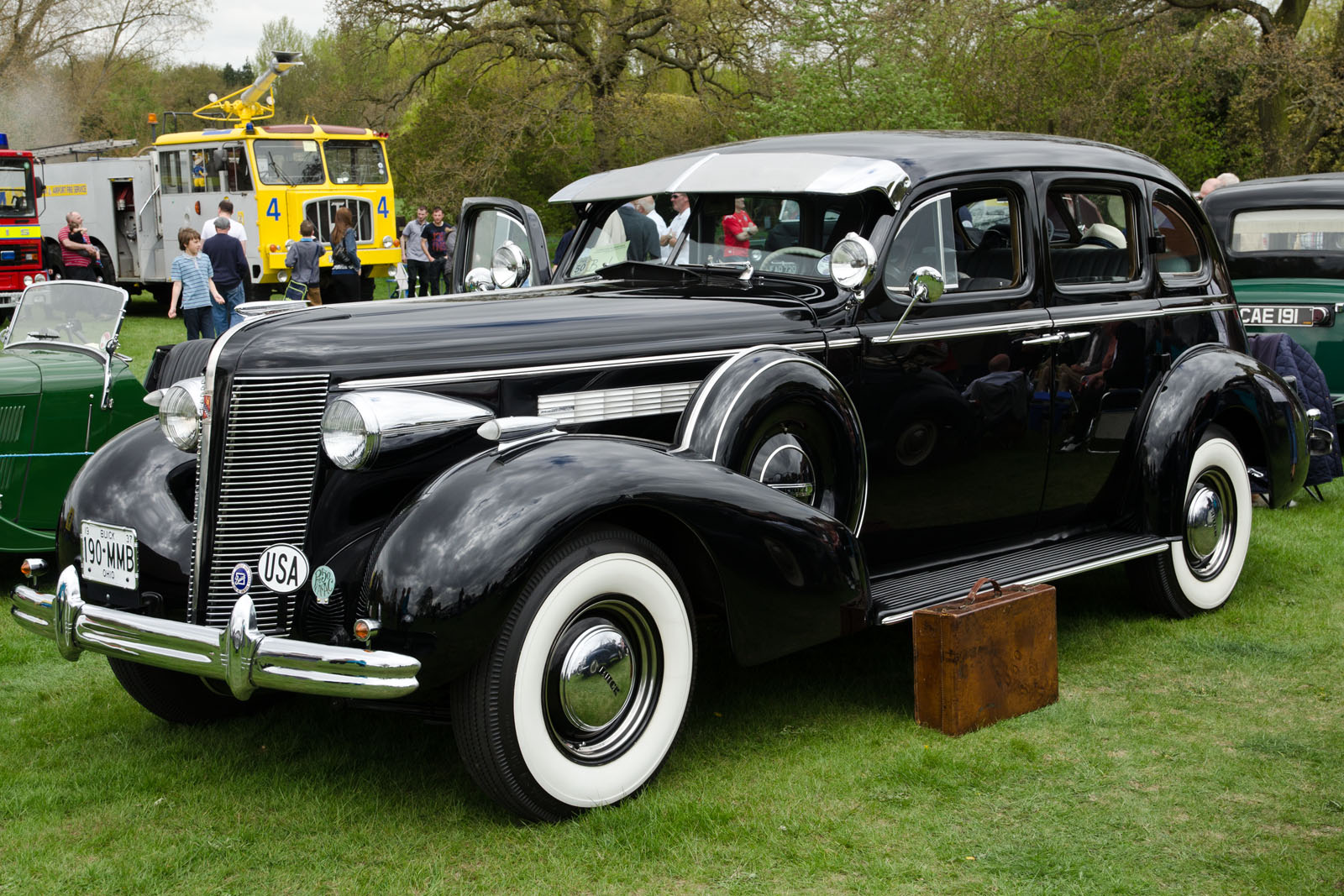
Buick Roadmaster berline 1937.
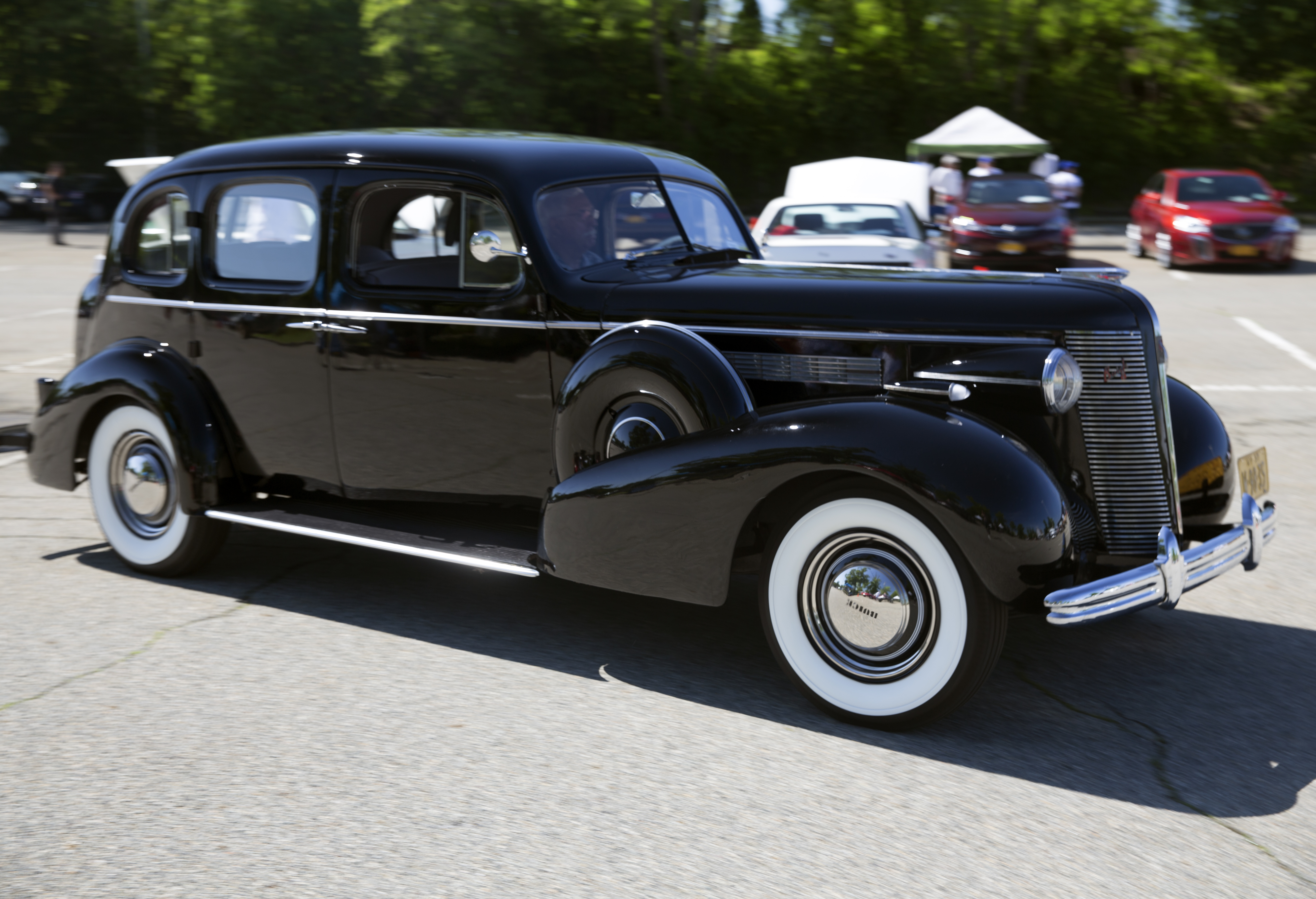
Buick Roadmaster 80 berline 1937.

## Seconde génération (1938-1940)
Les modifications stylistiques pour l'année 1938 furent relativement modestes, comprenant un allongement du capot, atteignant désormais une grille presque verticale, des pare-chocs plus hauts et des enjoliveurs redessinés. Des ajustements furent apportés au moteur et au châssis. L'expérience de conduite fut améliorée grâce au remplacement des ressorts à lames arrière par des ressorts hélicoïdaux et à l'incorporation d'amortisseurs à double effet, quatre fois plus volumineux que les précédents. La structure en X du cadre fut remplacée par une poutre en I et un profilé en canal, tandis que tous les éléments de structure en bois furent substitués par de l'acier. Les chambres de combustion du moteur furent redessinées, et de nouveaux pistons "turbulents" permirent d'augmenter le taux de compression de 5,9 à 6,5:1, entraînant ainsi une hausse de la puissance à 141 chevaux.
Le phaéton convertible à 4 portes abandonna son coffre intégré pour adopter une allure arrière de type "fastback". La Limited demeura disponible, tandis qu'une nouvelle berline "fastback" vint enrichir la gamme (466 unités vendues). Le prix de la berline Roadmaster fut relevé à 1645 dollars. Bien que le marché automobile global ait décliné cette année-là, la part de marché de Buick augmenta, même si les ventes de la Roadmaster chutèrent à 5 568 unités, représentant désormais 3,3 % de la production totale de Buick, contre 7,3 % précédemment.
Le design de l'année 1939 se caractérisait par l'introduction d'une nouvelle calandre "cascade" en deux parties, agrémentée de fines barres verticales. Le capot et les montants de porte avant étaient plus étroits, tandis que les enjoliveurs étaient de taille plus imposante. La surface vitrée a connu une augmentation significative avec le remplacement de la lunette arrière par une seule pièce. Toutes les principales jauges ont été déplacées directement devant le conducteur, et le levier de vitesses a été déplacé sur un support fixé à la colonne de direction. Le phaéton à 4 portes pouvait désormais être commandé avec l'apparence d'un coffre intégré ou en tant que fastback, cependant seuls trois de ces derniers ont été effectivement vendus. Malgré une réduction des prix (le tarif de la berline s'élevant désormais à 1 545 $), les ventes n'ont augmenté que de 6 097 unités, la part des ventes totales de Buick représentée par le Roadmaster chutant à 2,9 %.

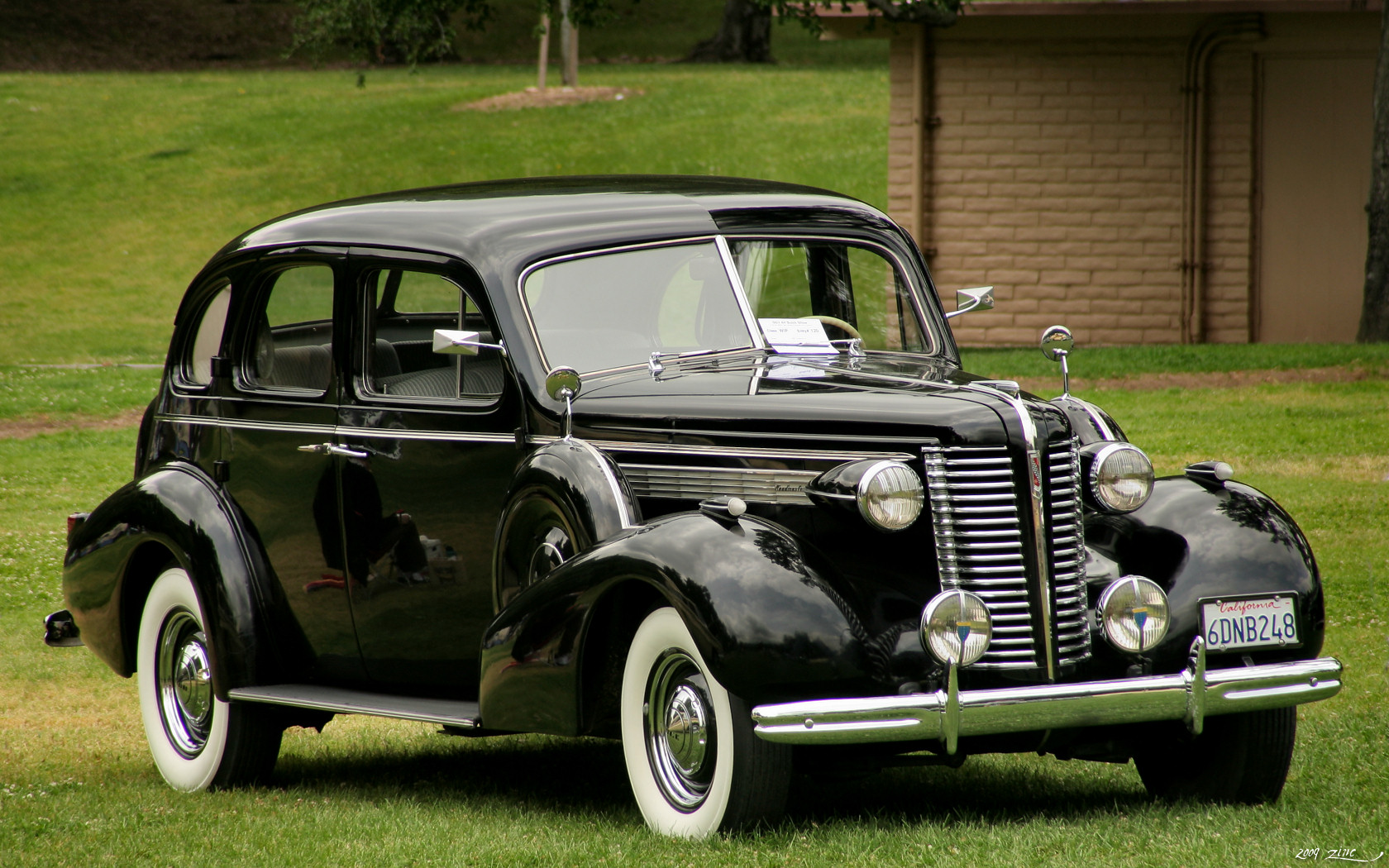
Buick Roadmaster sedan 1938.
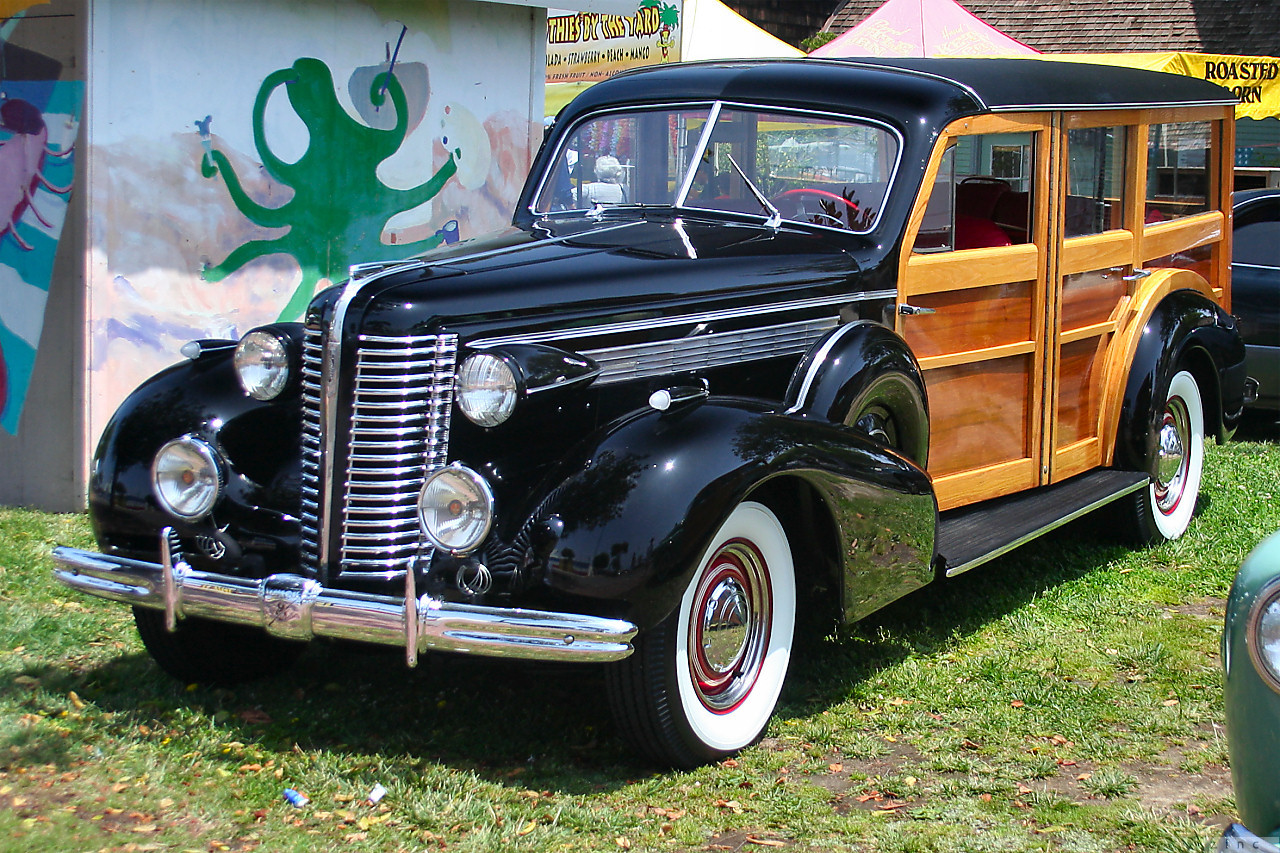
Break woody de 1938.
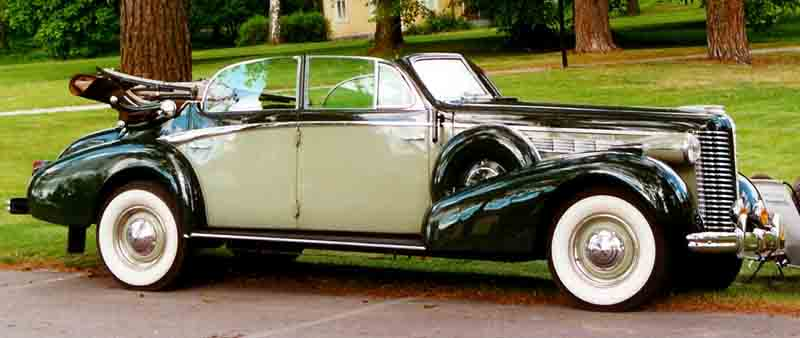
Buick Roadmaster 80C phaéton dû au suédois Nordbergs Vagnfabrik.
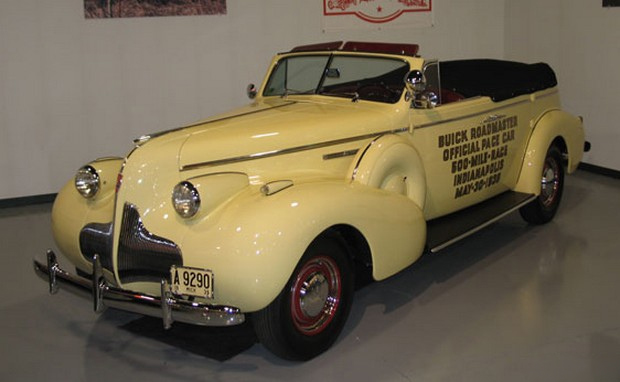
Phaéton 1939, voiture de sécurité des 500 miles d'Indianapolis.

## Troisième génération (1940-1942)
En 1940, la lignée des véhicules Buick connut une intégration significative, voyant la série 80 fusionner avec la prestigieuse série Buick Limited. Cette union fut marquée par l'introduction, pour une durée éphémère d'un seul an, de berlines et phaétons sur un châssis plus court que celui des limousines de la série 90. Notons que le nom "Roadmaster" fut transposé à la nouvelle Série 70, apparue simultanément à une toute nouvelle Série 50 Super. Ces deux ensembles se démarquaient par l'adoption d'un tout nouveau châssis de type "torpedo", une conception également adoptée par la Cadillac Series 62, l'Oldsmobile Series 90 et la Pontiac Torpedo. Cette structure octroyait un dégagement supérieur au niveau des épaules et des hanches, élargi de plus de 13 cm, ainsi qu'un design extérieur au style "ponton", simplifié avec une ligne plus basse. Ces automobiles, lorsqu'associées à un levier de changement de vitesse monté sur colonne, offraient un espace confortable pour accueillir jusqu'à six passagers.
Les Roadmaster de l'année 1940 se caractérisaient par un empattement plus court, une masse réduite et un coût moindre par rapport à leurs prédécesseurs. Les modèles de berlines cloisonnées et fastback furent abandonnés, désormais intégrés à la gamme Limited. Par ailleurs, une carrosserie coupé 2 portes fit son apparition, trouvant preneur auprès de 3 991 acheteurs. La société de construction d'autocars Brunn conçut plusieurs modèles Buick sur mesure destinés aux séries 70, 80 et 90. À noter qu'un seul exemplaire de Roadmaster sedan de ville à toit ouvert, offrant une partie conducteur découvrable, fut produit en 1940, communément surnommé "Townmaster". Les ventes totales dépassèrent largement le chiffre précédent, atteignant les 18 345 unités en 1940.
Les modifications stylistiques apportées à la Buick Roadmaster de 1941 étaient relativement modestes, principalement marquées par un déplacement des phares vers l'extérieur. Cependant, des changements significatifs ont été opérés sur le plan mécanique. Le taux de compression a ainsi été relevé de 6,6:1 à 7,0:1, les pistons "turbulents" ont été redessinés, et l'introduction de bougies de plus petite taille a été effectuée. De plus, une innovation majeure a été la mise en place de la carburation "compound". Cette dernière, précurseur du carburateur moderne à quatre corps, se composait de deux carburateurs à deux corps. L'un fonctionnait en permanence, tandis que l'autre n'était sollicité que lors de fortes accélérations. Le nouveau moteur ainsi amélioré délivrait une puissance de 167 ch (123 kW) et était également monté sur les modèles Buick Century (plus légères) et Limited.

Avec une puissance supérieure de 5 ch (4 kW) par rapport à un modèle Packard senior, de 15 ch (11 kW) par rapport à toute Cadillac, et de 25 ch (19 kW) par rapport aux modèles Chrysler les plus imposants, le moteur équipant la Buick Roadmaster de 1941 se positionnait comme le moteur le plus puissant disponible cette année-là sur le marché automobile américain. Parmi les nouveautés en termes de carrosserie pour cette année, un cabriolet à deux portes a été proposé, trouvant preneur à hauteur de 1 845 unités. Par ailleurs, un cabriolet spécialement conçu par Brunn était également disponible, bien que le prix élevé de 3 500 $ (équivalant à 61 583 dollars de 2020) ait dissuadé tout achat. Au total, les ventes de la Buick Roadmaster se sont élevées à 15 372 unités en 1941.

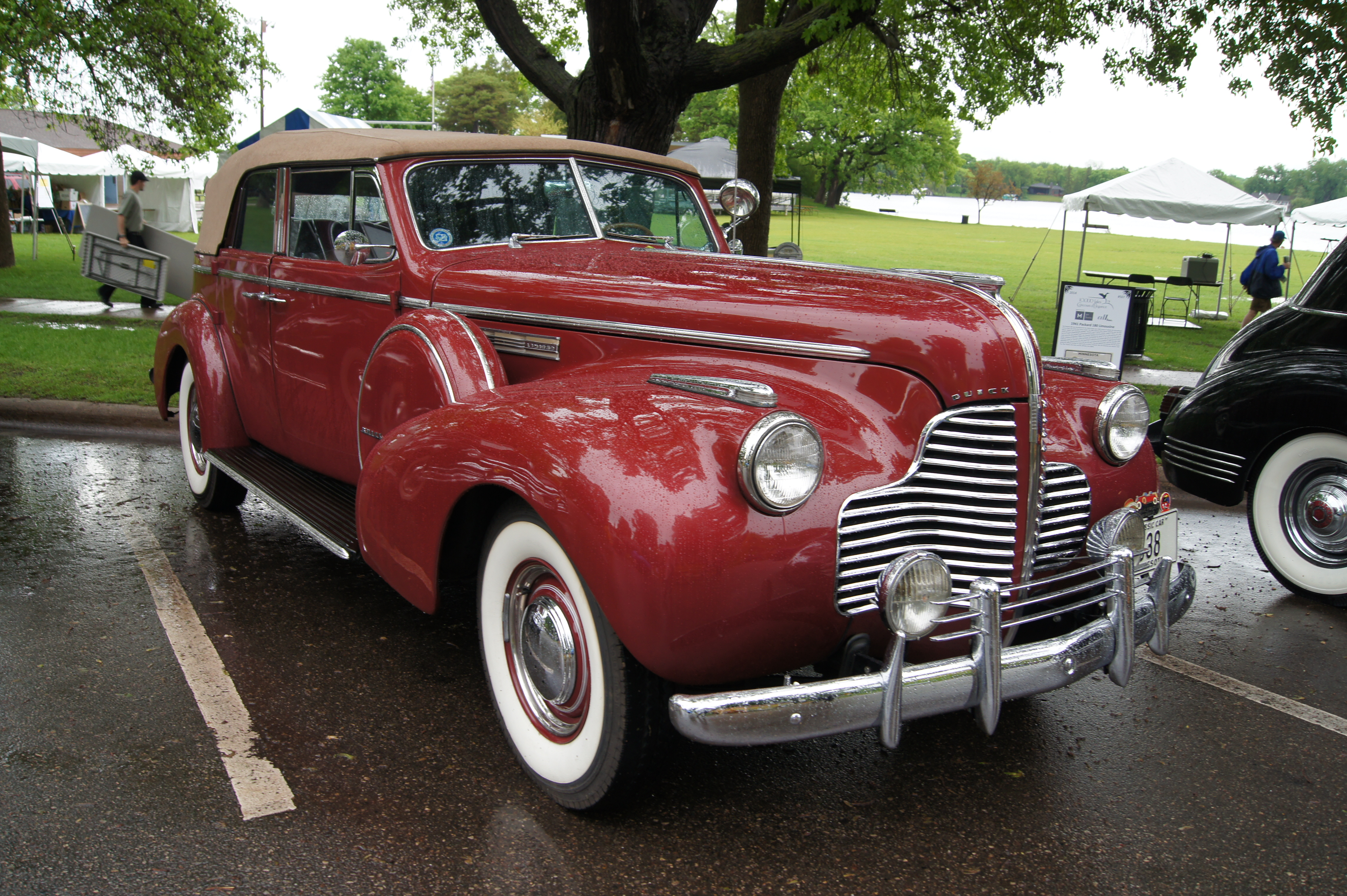
Phaéton Limited 1940, une mise à jour des Roadmaster 1939.
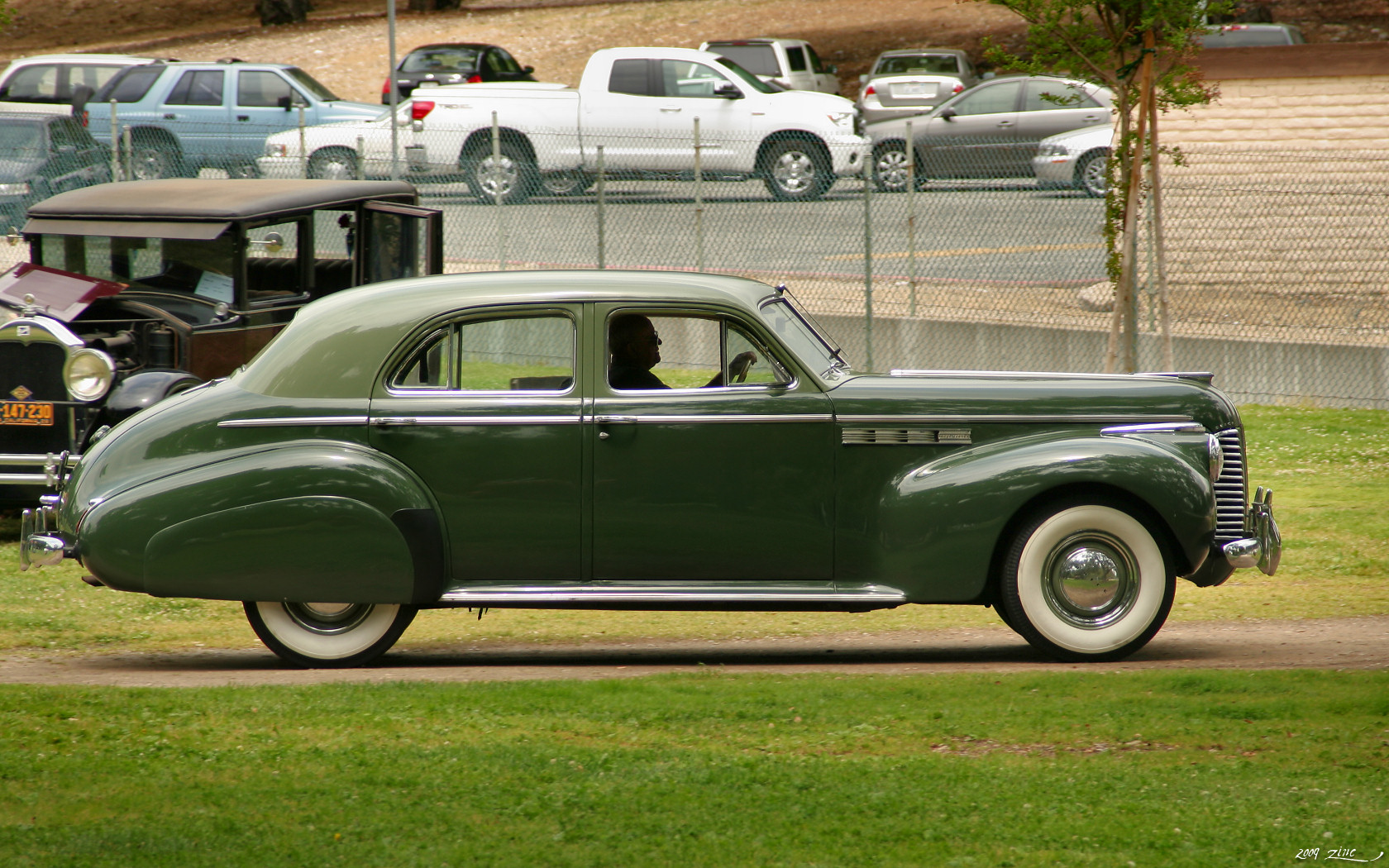
Les nouvelles Roadmaster 1940 se distinguent par leur disposition "ponton".
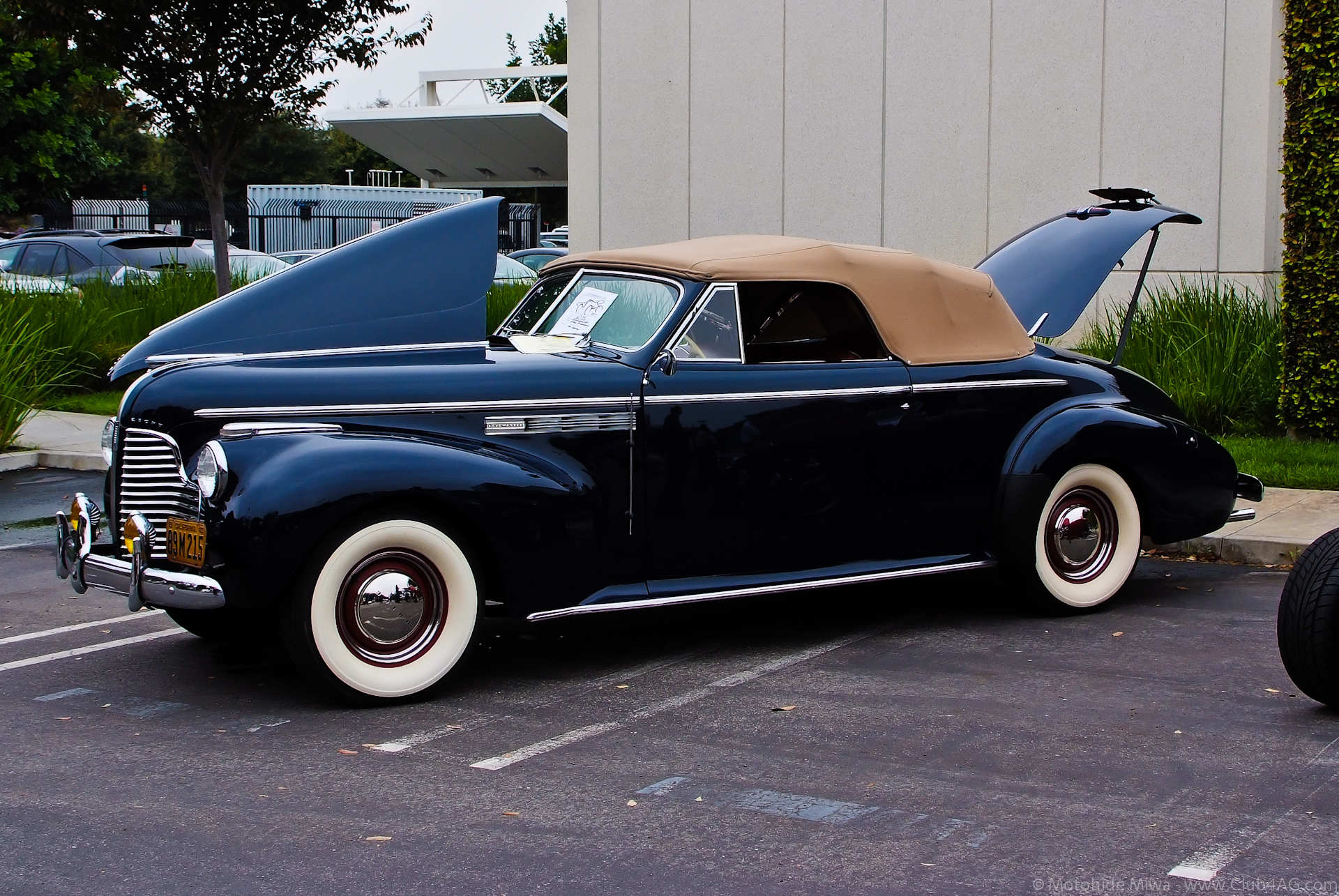
Cabriolet deux portes, apparu en 1941.
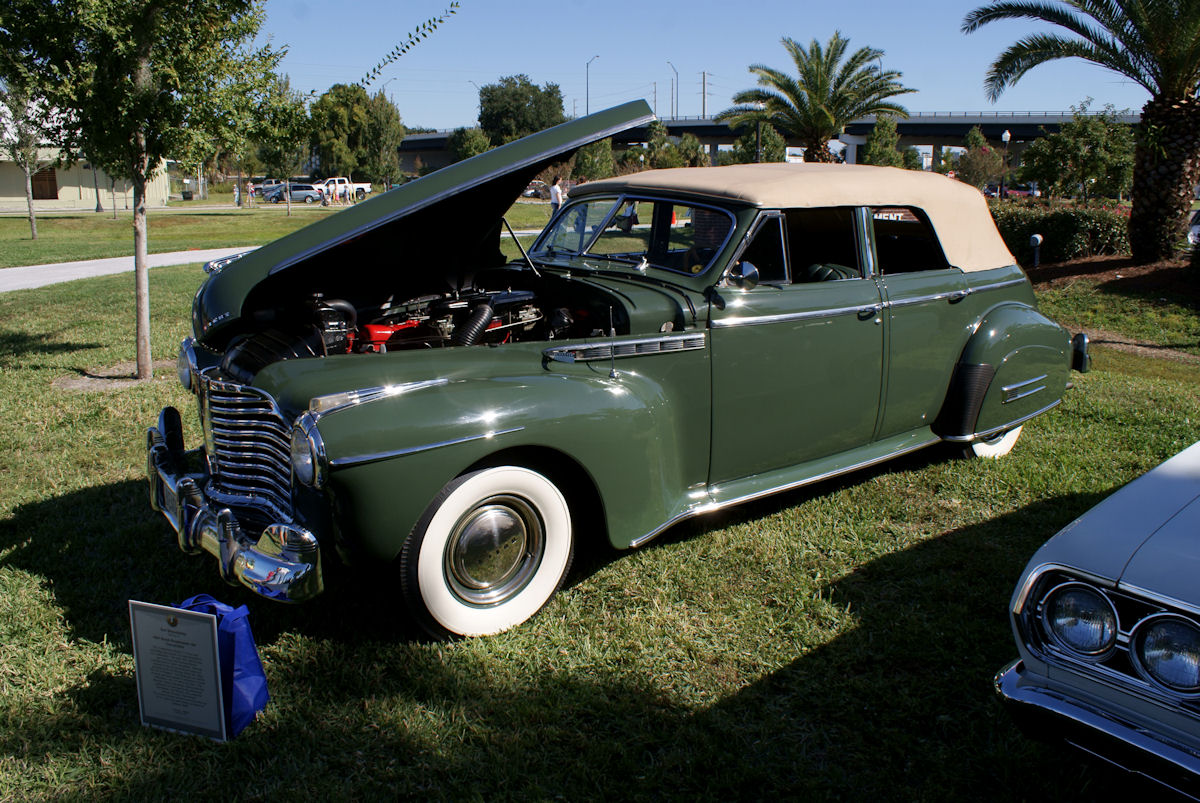
Phaéton.

## Quatrième génération (1942-1948)
La Roadmaster 1942 se distinguait par ses dimensions généreuses, surpassant ses prédécesseurs en longueur, en hauteur, en largeur et en habitabilité, un trait caractéristique de l'esthétique de Harley Earl. Ceci, en partie, résultait d'un empattement accru et d'une carrosserie de type "C" partagée avec les modèles Buick Super, Cadillac Series 62 et Oldsmobile 98. Une nouvelle calandre à barres verticales ainsi que des ailes profilées, précurseurs des fameuses "Sweepspear" chromées des générations ultérieures, rehaussaient son allure. Ces traits distinctifs devinrent des symboles de la marque Buick, s'inspirant largement du concept-car Buick Y-Job.
Le phaéton à 4 portes fut abandonné au profit de coupés adoptant le style fastback Sedanet, préalablement introduit en 1941 sur les modèles Century et Special. Un nouveau capot monobloc à double charnière fut conçu pour permettre l'ouverture aisée des deux côtés du compartiment moteur, une innovation ultérieurement remplacée par une ouverture frontale et ascendante. Dès le début de l'année 1942, la disponibilité de voitures neuves fut restreinte aux professionnels jugés essentiels à l'effort de guerre. À partir de la mi-janvier, des voitures sans ornements chromés, hormis les pare-chocs, furent produites. En février, la production de véhicules de tourisme fut entièrement interrompue. Malgré cette année modèle écourtée, environ 8 400 exemplaires furent vendus.
Lorsque la production automobile a repris après la Seconde Guerre mondiale pour l'année-modèle 1946, les constructeurs ont adopté une approche plus mesurée dans l'utilisation du chrome. Des lignes de carrosserie plus élégantes ont été introduites, avec des ailes balayées tant sur les berlines que sur les coupés, accompagnées d'un ornement de capot inspiré des développements technologiques issus de la guerre. À l'intérieur, les tableaux de bord arboraient une finition bicolore avec des incrustations imitant le bois, sauf pour les cabriolets qui présentaient des panneaux de couleur assortie à la carrosserie. L'identification de la série se faisait désormais à travers des emblèmes cloisonnés centrés sur les pare-chocs avant et arrière. La technologie de carburation « compound » a été abandonnée, tandis que le taux de compression a été ramené à 6,60:1. La puissance nominale du modèle Roadmaster de 1946 a ainsi diminué, passant de 165 à 144 chevaux. Cependant, le couple n'a pas été affecté. Malgré cette baisse, le moteur à huit cylindres en ligne équipant les Roadmaster surpassait toujours en puissance les modèles haut de gamme de Chrysler. En raison de l'inflation sévère consécutive à la guerre, les prix étaient notablement plus élevés que ceux des modèles d'avant-guerre. Le changement le plus significatif résidait dans la répartition des ventes. La part de marché de la Roadmaster est passée de 4% du total des ventes de Buick en 1941 à 20% en 1946, avec un volume total d'environ 31 400 unités vendues.
En 1947, une nouvelle calandre estampée, dotée d'une barre supérieure distincte, a été introduite. Le nom de Roadmaster est désormais affiché en rouge sur un bouton chromé intégré dans les barres transversales de protection des pare-chocs, à l'avant et à l'arrière. Une nouvelle carrosserie de type break a fait son apparition, devenant le nec plus ultra sur le marché des breaks avec seulement 300 exemplaires vendus.
En 1948, l'appellation Roadmaster chromé fit son apparition sur les ailes avant, tandis que le volant blanc précédemment utilisé fut remplacé par une version noire. Cette évolution coïncida avec le passage du tableau de bord en similibois bicolore à un tableau gris bicolore, agrémenté d'instruments au fini argenté. Une nouvelle option de garniture personnalisée fut également proposée, comprenant un rembourrage en tissu agrémenté de traversins en cuir, avec le couvercle du cordon de la robe et les panneaux de porte inférieurs garnis de similicuir. Les cabriolets se dotèrent en standard des vitres, du siège et du toit électriques. Le Dynaflow, première transmission à convertisseur de couple pour voitures particulières, fut introduit. Initialement une option pour la Roadmaster lors de sa première année, il devint l'équipement standard pour l'année 1949. Les ventes globales s'élevèrent à près de 80 000 unités en 1947 et 1948, soit plus de quatre fois le volume de vente de n'importe quelle année d'avant-guerre.

Alors que Cadillac et Oldsmobile avaient déjà renouvelé leurs modèles correspondants avec des véhicules entièrement nouveaux dès 1948, Buick préféra attendre l'année suivante. En effet, les premières esquisses avaient été jugées insatisfaisantes.

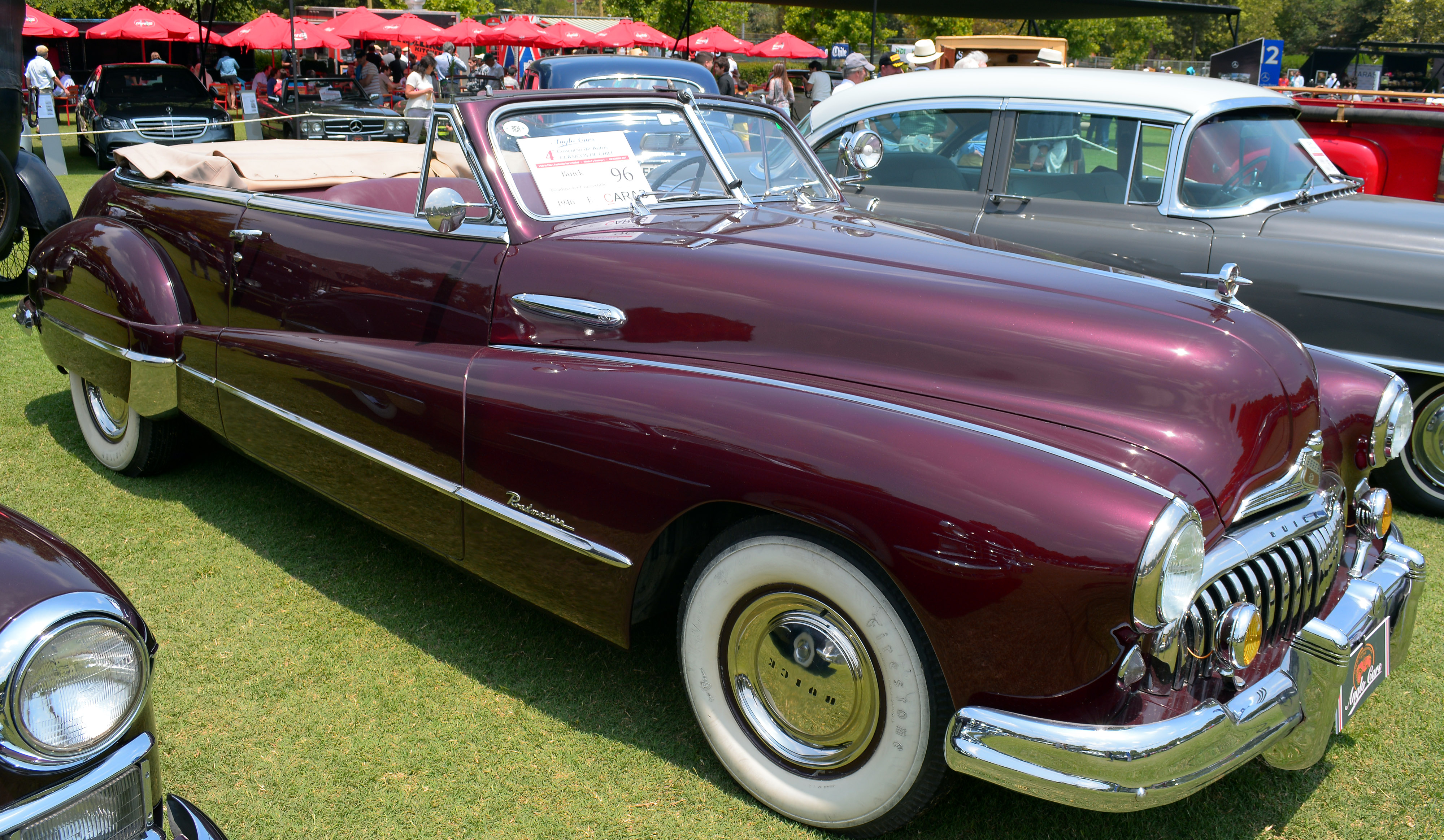
Cabriolet model 76C de 1946.
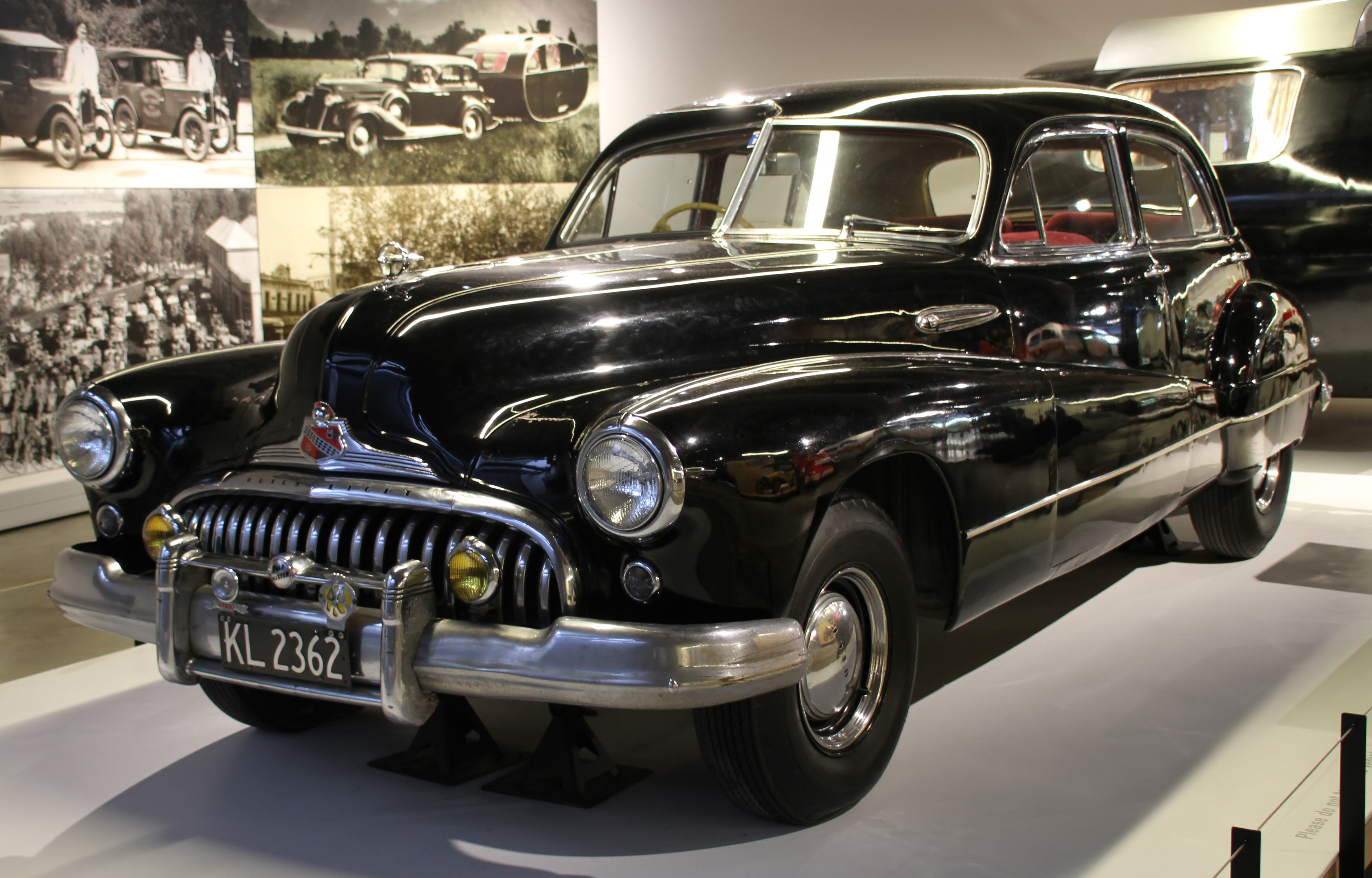
Buick Roadmaster model 71 de 1947.
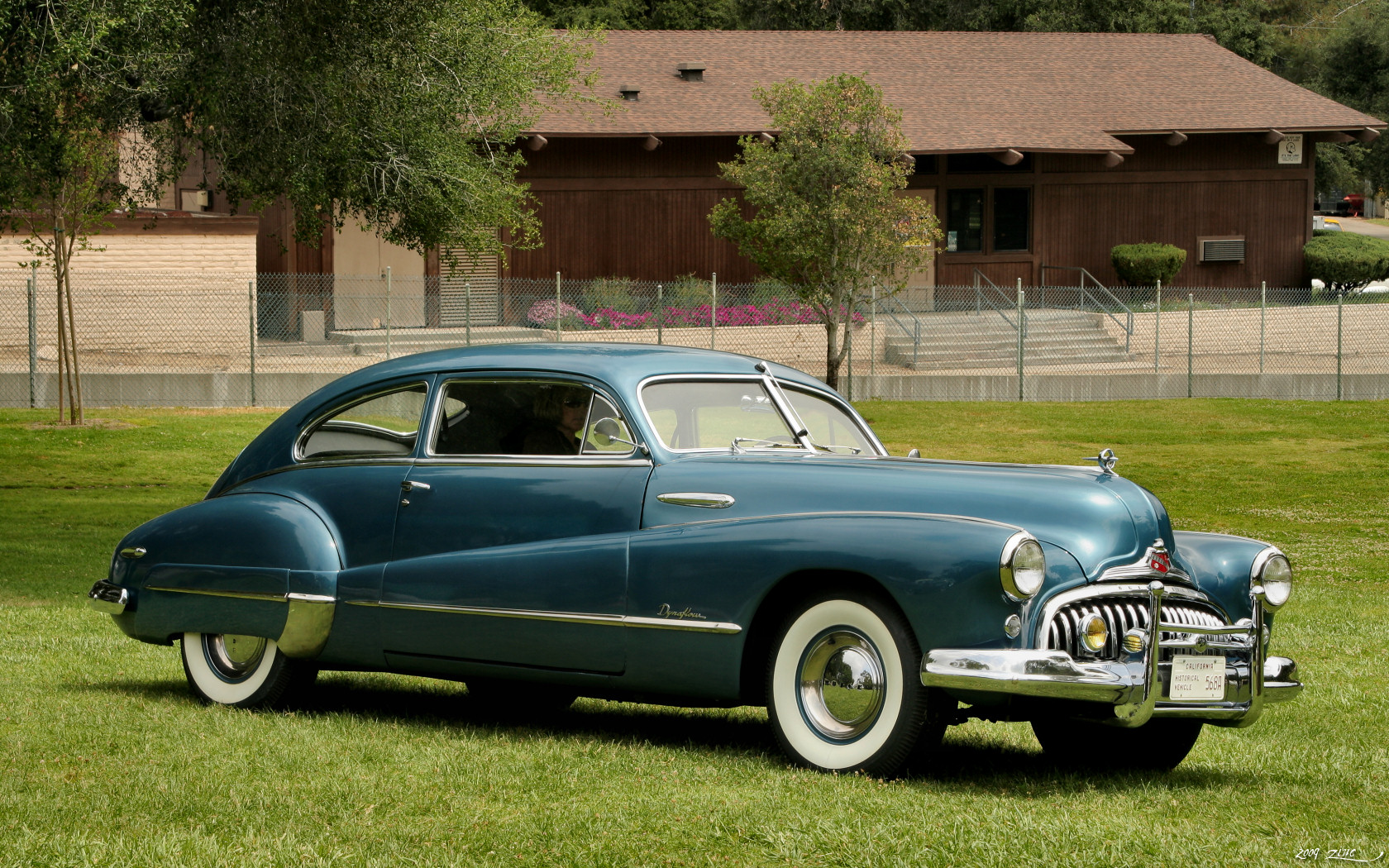
Buick Roadmaster coupé model 76 de 1948.

## Cinquième génération (1949-1953)

### 1949
La Roadmaster a subi une métamorphose significative après la guerre en 1949, marquant son premier remaniement majeur depuis cette période. Son empattement et sa longueur totale ont été réduits, tandis que son poids a légèrement augmenté. Le changement le plus notable fut l'introduction d'un pare-brise en verre incurvé, divisé en deux parties considérablement plus vastes, qualifié dans les brochures de vente de "voiture d'observation". Cette année-là également, Buick a introduit les "VentiPorts". Quatre ouvertures chromées ont été ajoutées sur chaque aile avant de la Roadmaster, avec trois sur les ailes de la Super, de la Century et de la Special. La brochure de vente souligne que les VentiPorts étaient censés favoriser la ventilation du compartiment moteur, bien que cette fonction ait pu se détériorer avec le temps, les ouvertures risquant parfois de se boucher. L'origine de cette idée remonte à une modification apportée par le responsable du design chez Buick, Ned Nickles, à sa propre Roadmaster de 1948. Il avait installé quatre feux orange de chaque côté du capot de sa voiture, câblés au distributeur de manière à s'allumer et s'éteindre à chaque montée de piston, simulant ainsi les flammes émanant de la tuyère d'un avion de chasse. Associées à la mascotte du viseur, les VentiPorts ont permis au conducteur de se sentir aux commandes d'un avion de combat imaginaire. Cette innovation a tellement séduit le chef de Buick, Harlow Curtice, qu'il a ordonné l'installation de VentiPorts (sans éclairage) sur toutes les Buick de 1949. Le nombre de VentiPorts (trois ou quatre) correspondait au déplacement relatif du moteur à huit cylindres en ligne.
La puissance du moteur a été améliorée à 150 grâce à une légère augmentation du taux de compression. Cela, associé au Dynaflow désormais standard, a permis aux nouvelles Buick d'atteindre une vitesse maximale de 177 km/h. Au milieu de l'année, la Riviera a été ajoutée à la gamme des carrosseries, trouvant 4 314 acheteurs. Équipée de vitres électriques en série, la Buick Roadmaster Riviera à 2 portes, aux côtés de la Cadillac Series 62 Coupe de Ville et de l'Oldsmobile 98 Holiday, a été parmi les premiers coupés à toit rigide produits. La Riviera s'est également démarquée par sa populaire moulure latérale chromée "Sweepspear", qui deviendrait bientôt emblématique de la marque Buick. Cette bande chromée débutait au-dessus de la roue avant, s'incurvait légèrement vers le bas juste avant la roue arrière, puis formait un quart de cercle autour de cette dernière avant de revenir directement vers le feu arrière. La "finition Riviera", comme elle était initialement nommée, a également été proposée sur le cabriolet Roadmaster à la fin de l'année modèle. Avec un total de 88 130 exemplaires vendus, un record annuel pour la Roadmaster, ce modèle représentait 27 % de toutes les ventes de Buick, malgré un prix légèrement inférieur à celui d'une Cadillac Series 61. La Roadmaster a également connu une utilisation notable au cinéma, notamment dans le film de 1988, Rain Man.

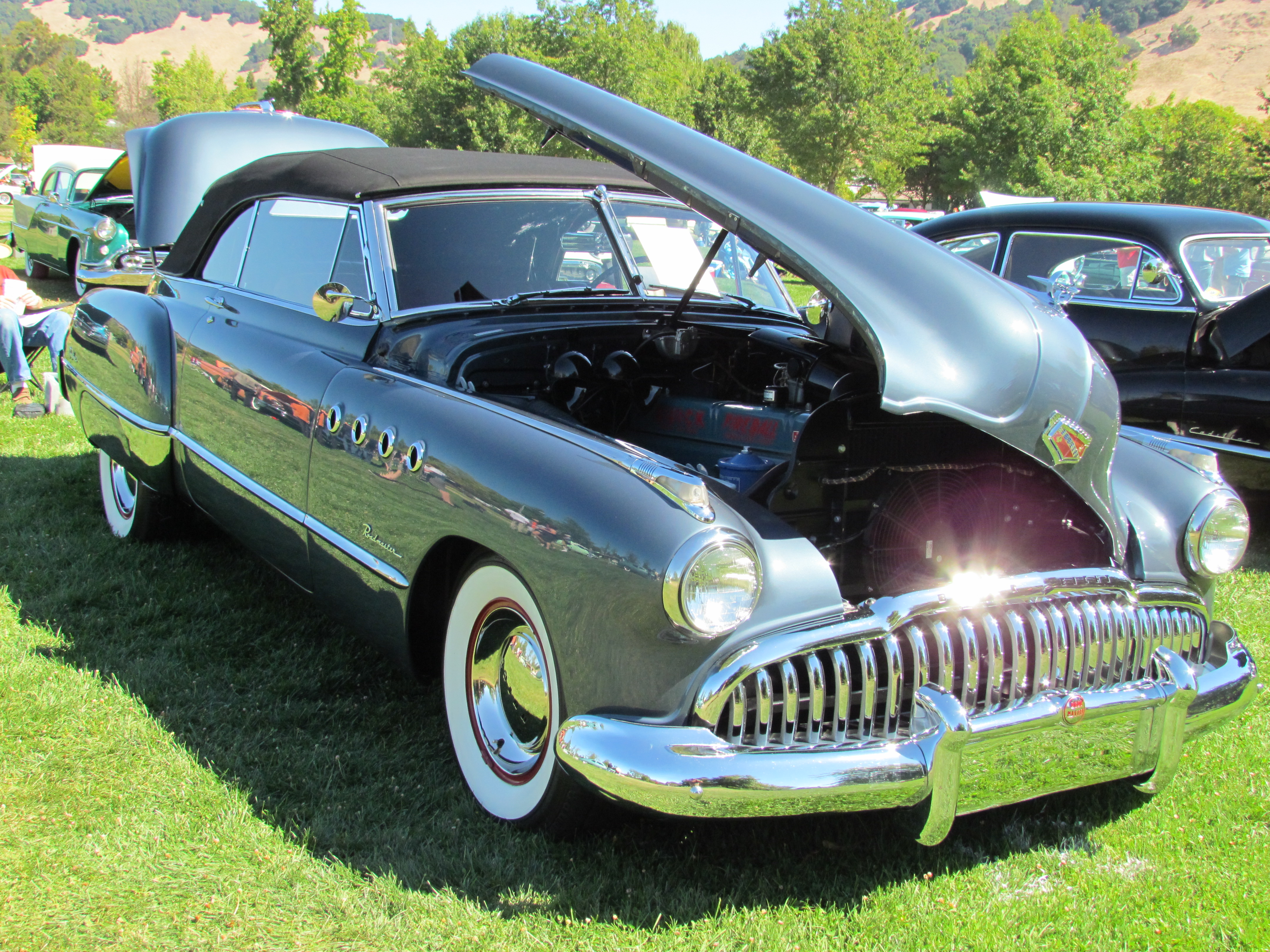
Cabriolet modèle 46C.
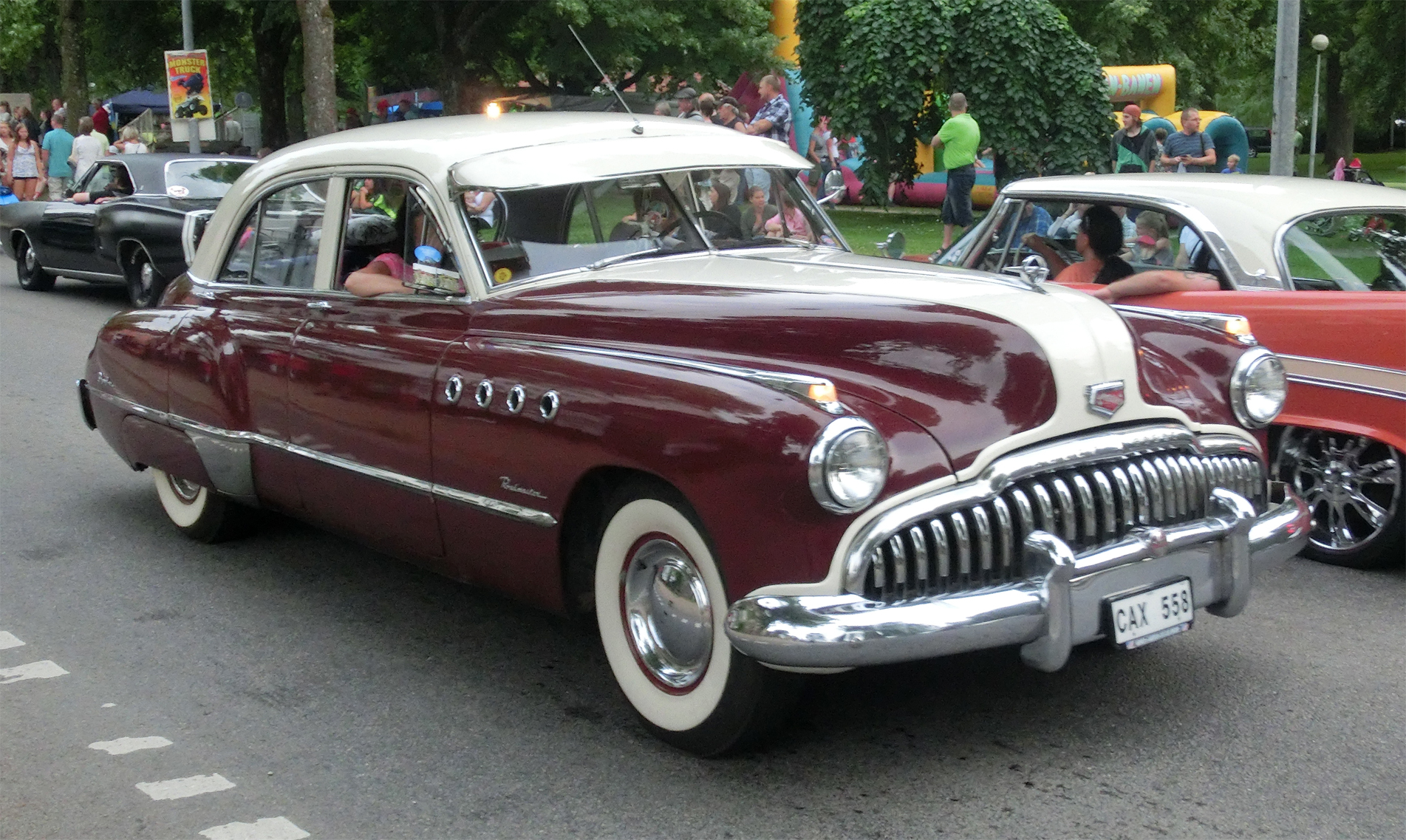
Berline 4 portes modèle 71.
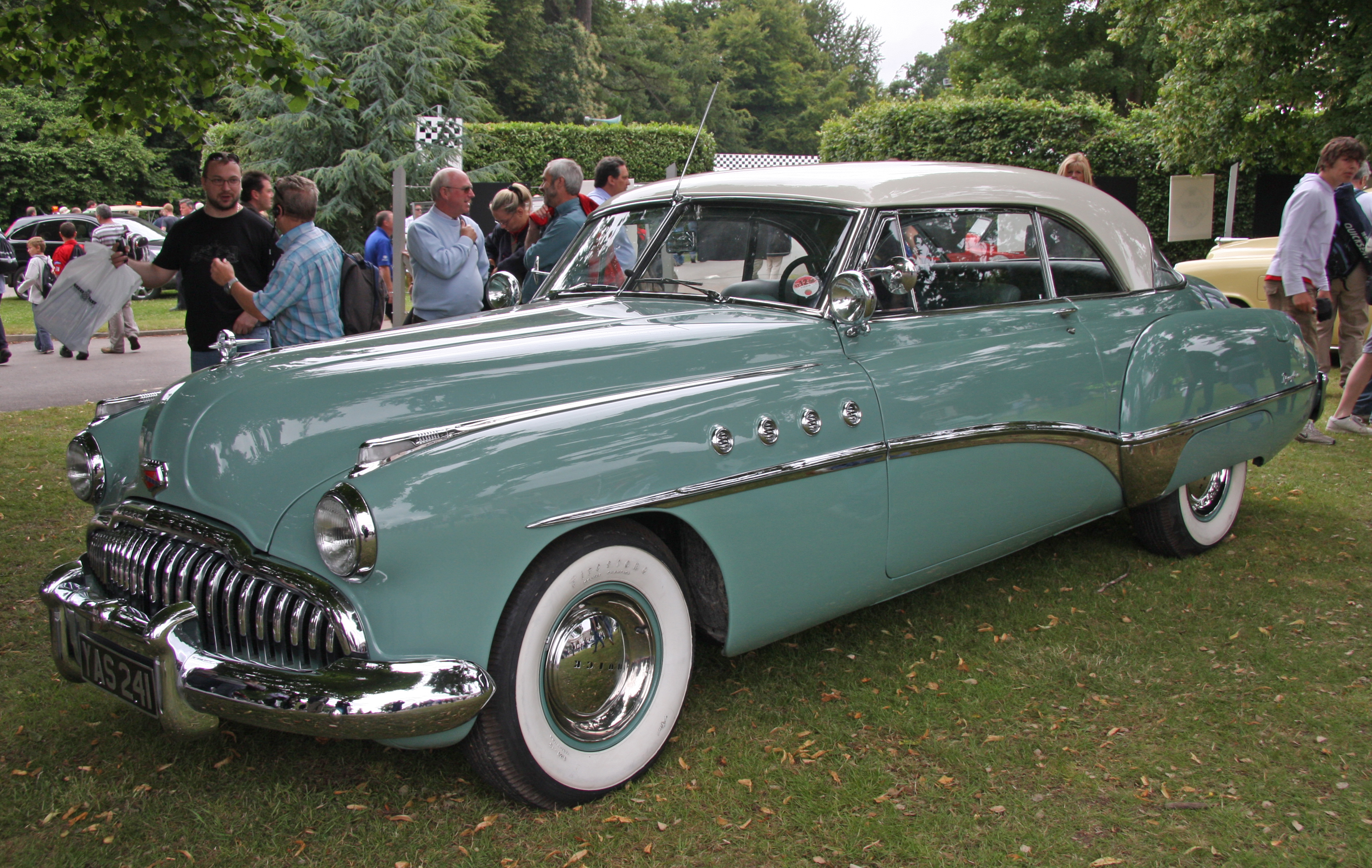
Roadmaster Riviera hardtop.
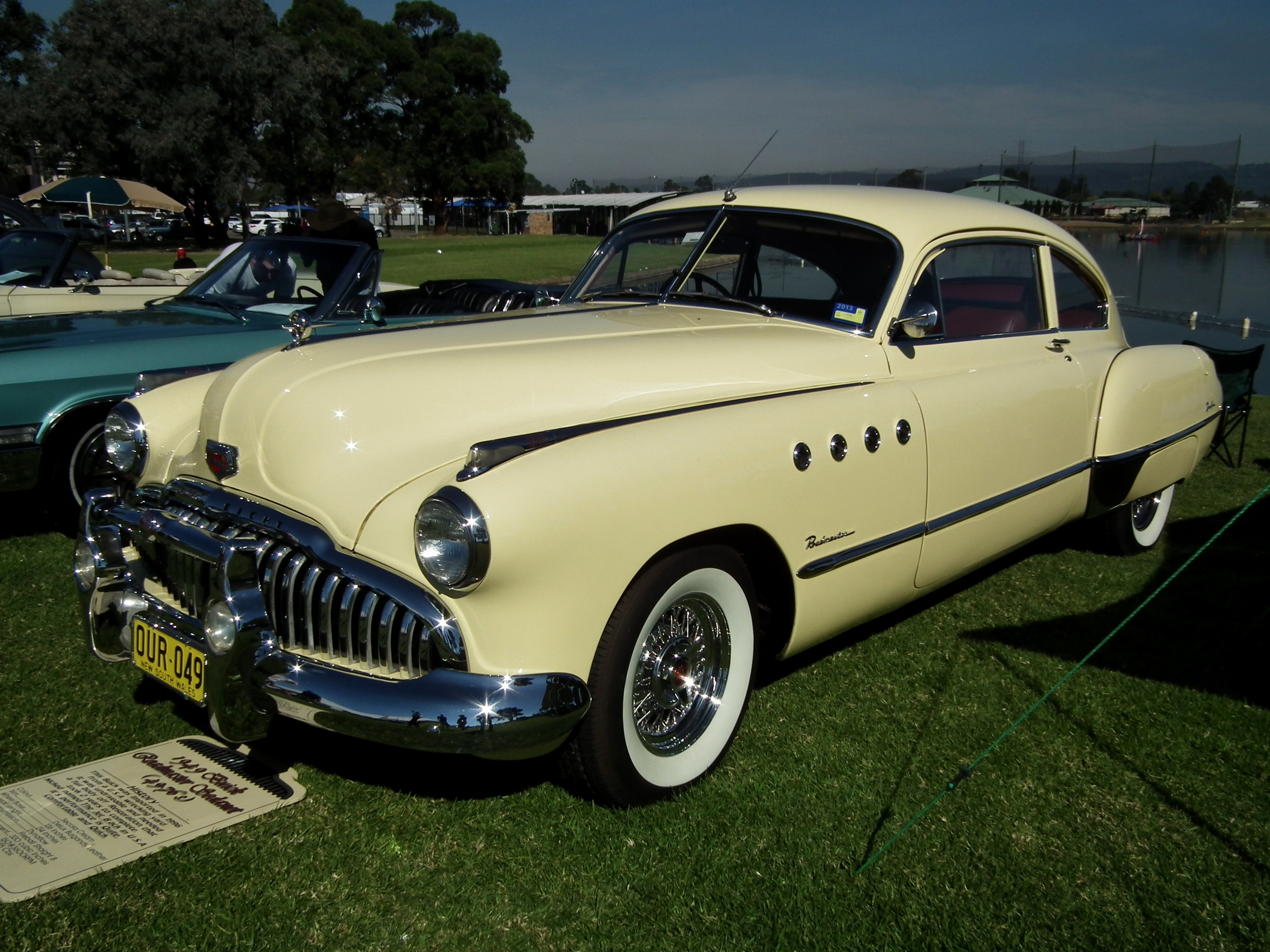
Sedanet fastback.

### 1950

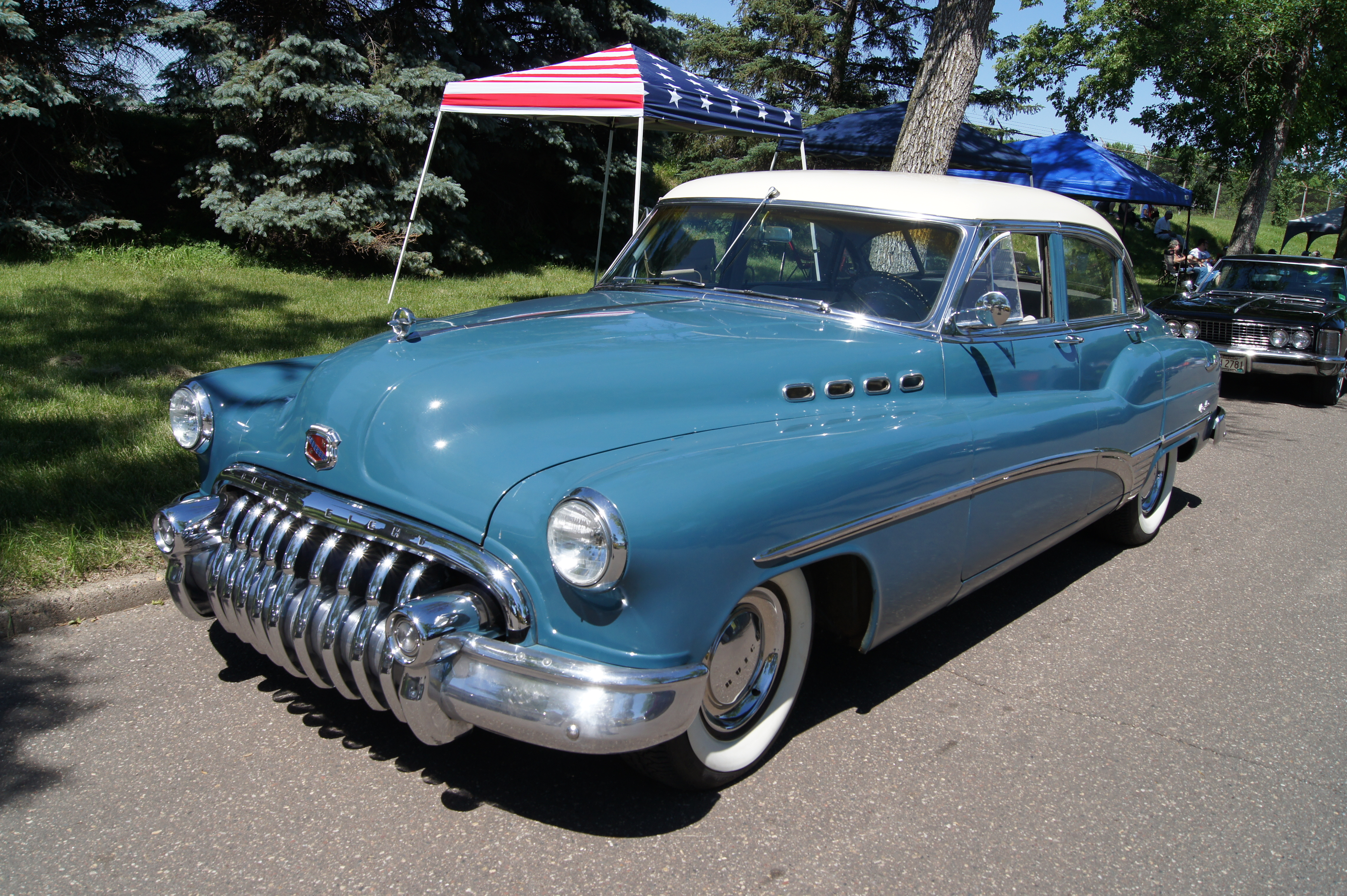
Buick Roadmaster 1950

Le réaménagement esthétique de l'année 1950 s'est caractérisé par l'introduction d'une calandre ornée de "dents pleines". Le motif de design "Sweepspear" est devenu la norme pour la plupart des styles de carrosserie dès le début de l'année modèle 1950, s'étendant également au break ainsi qu'à une nouvelle berline à empattement long, introduite au milieu de ladite année. Cette berline à empattement long a été prolongée de 102 mm. Tout comme les cabriolets, la Riviera et la berline à empattement long, les voitures étaient équipées en série de vitres électriques et de sièges électriques. Les ventes globales du Roadmaster ont décliné pour atteindre 75 034 unités, la part du Roadmaster dans la production totale de Buick descendant à 12 %.

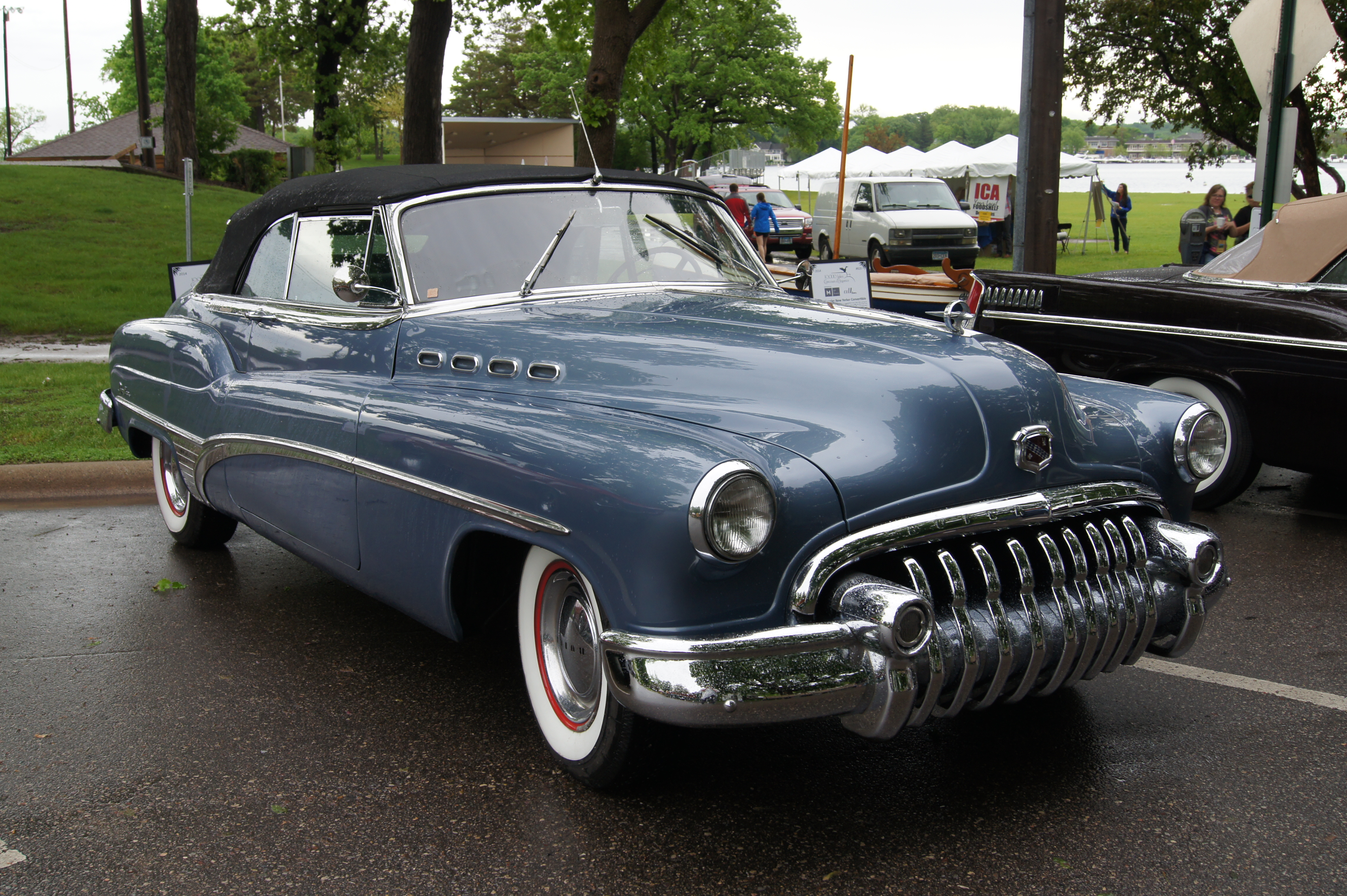
Buick Roadmaster Cabriolet 1950.
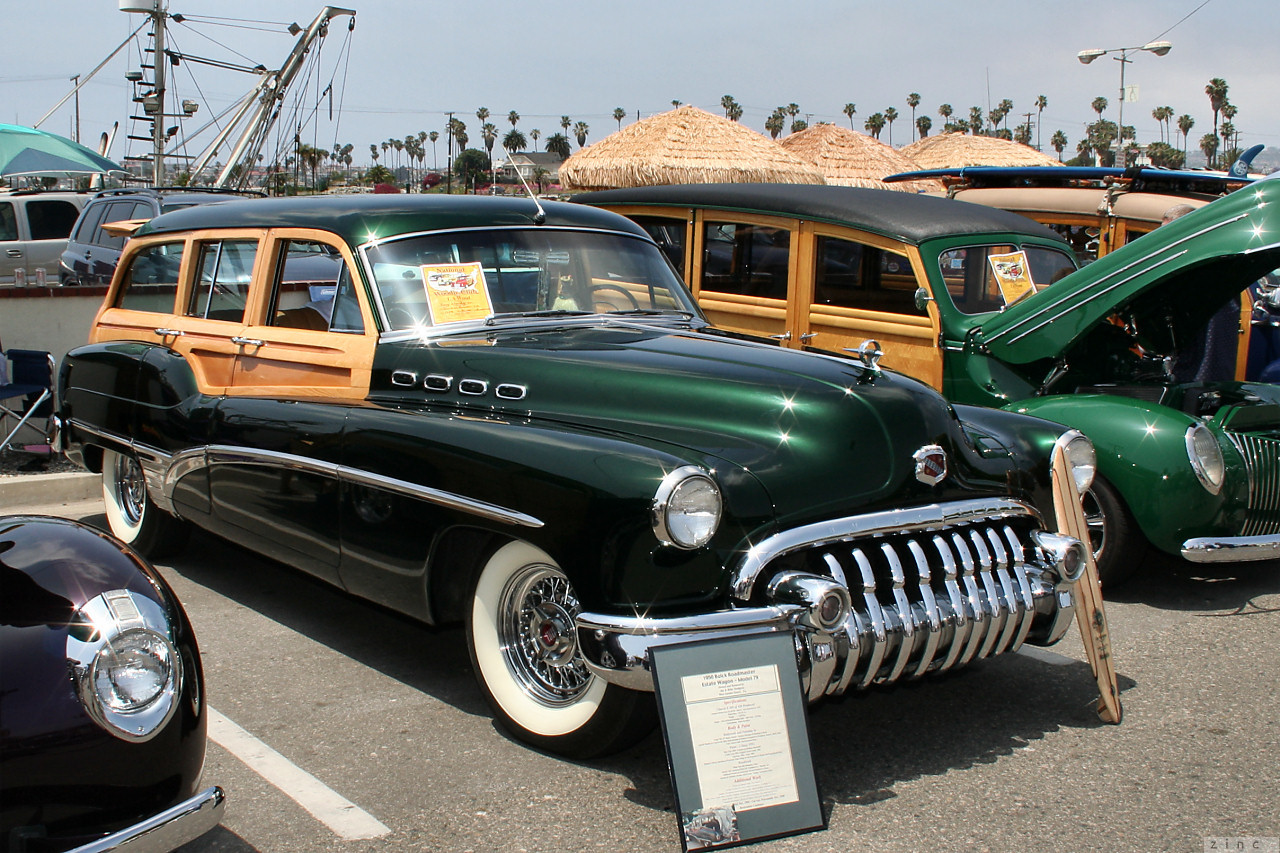
Break woody.
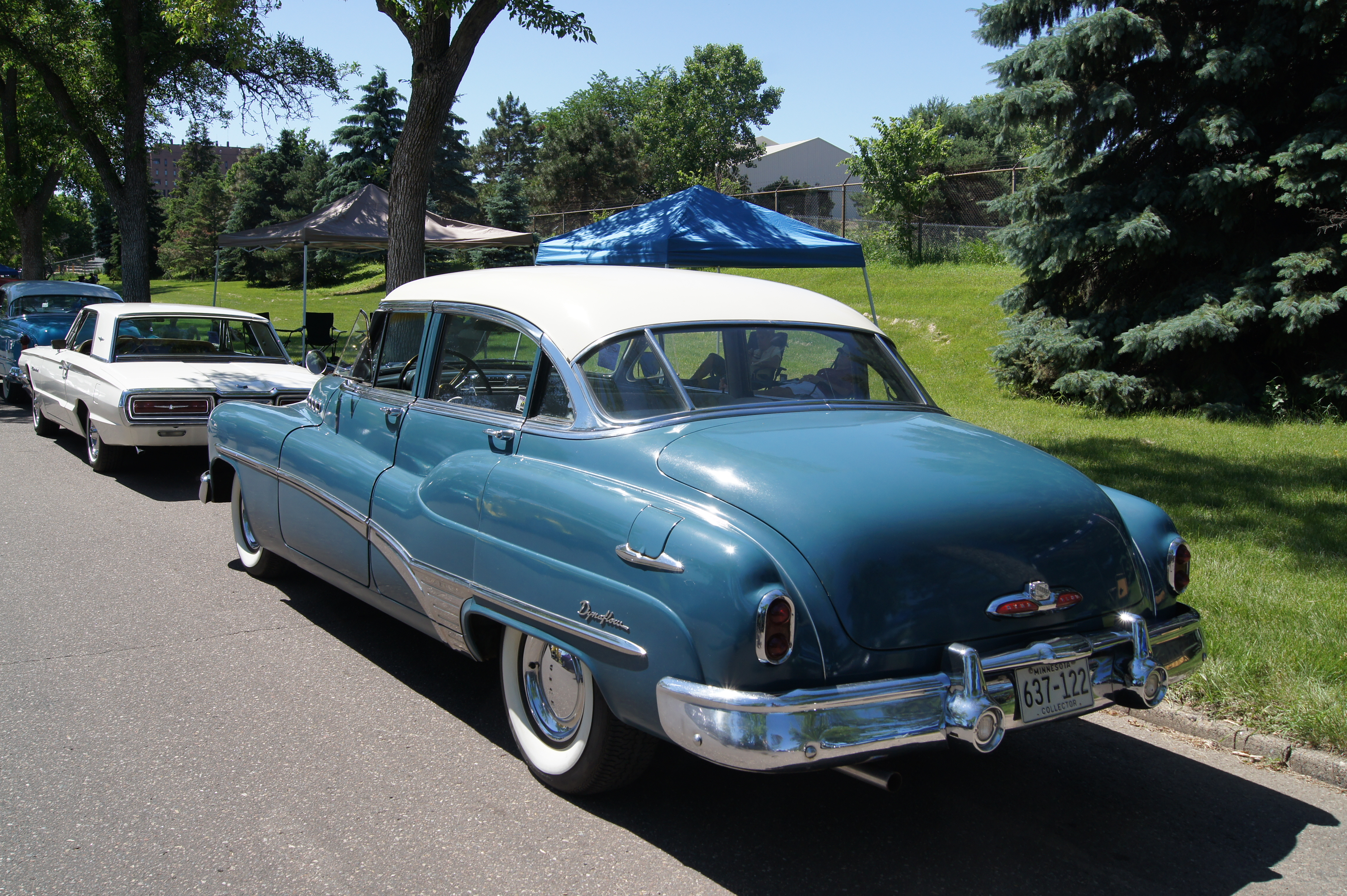
Vue arrière d'une berline modèle 72.
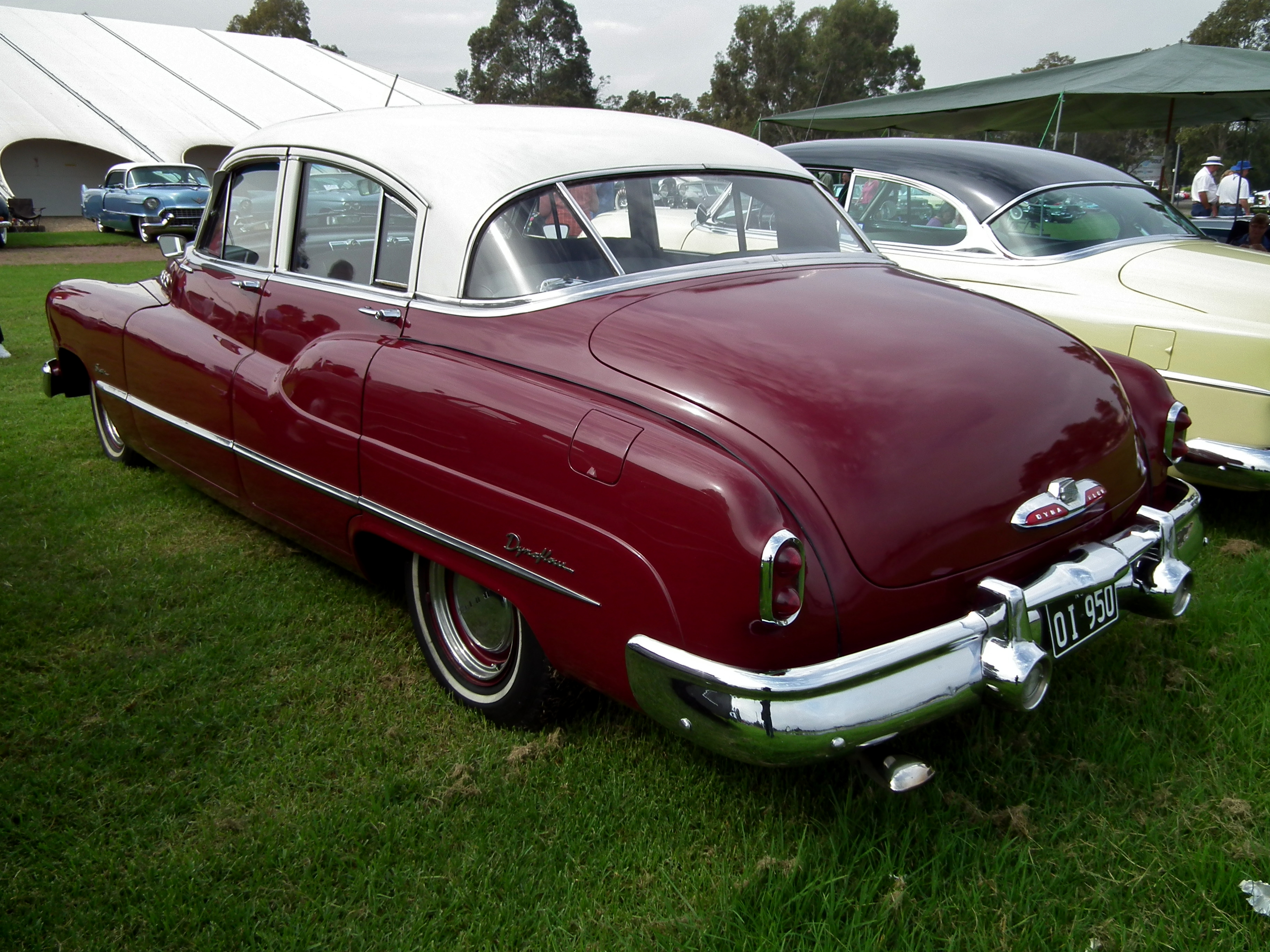
Peu de Roadmaster en version "tourback" ont été produites, contrairement aux Super.

### 1951-1953
En 1951, la dénomination "Riviera" était également attribuée à la version à empattement long de la berline, bien qu'elle ne soit pas un modèle hardtop. Les versions coupé sedanet et berline à empattement standard furent abandonnées.
Les évolutions stylistiques entre 1951 et 1952 furent minimes. En 1952, en option, la direction assistée fut introduite, tandis que la puissance du moteur atteignit 172 chevaux (127 kW), principalement grâce à l'ajout d'un nouveau carburateur quadruple. Les ventes ont continué à décliner, passant à environ 66 000 unités en 1951 et à 51 000 unités en 1952.
Pour l'année 1953, l'année du cinquantième anniversaire de Buick, un nouveau moteur V8 fit son apparition. Surnommé "Nailhead" en raison de ses caractéristiques distinctives, ce moteur V8 était quasiment identique en cylindrée au précédent "Fireball" à 8 cylindres en ligne (5 277 cm³ contre 5 244 cm³), mais il était plus court de 343 mm, plus bas de 102 mm et plus léger de 82 kg. Avec une puissance de 190 chevaux (140 kW), il était 11% plus puissant. Le taux de compression passa de 7,50:1 à 8,50:1 et le couple de 380 à 407 N mètres.
Les dimensions compactes du moteur V8 permirent à Buick de réduire l'empattement de la Roadmaster de 121 mm sur toute la ligne, bien que les différences de style derrière le capot du moteur, à l'exception des nouveaux enjoliveurs de l'emblème V-8, furent en grande partie inexistantes. Buick introduisit également une nouvelle transmission Dynaflow "Twin-Turbine" en complément du moteur V8. Pour augmenter le couple aux roues de 10%, cette nouvelle transmission offrait une accélération plus rapide et plus silencieuse à des régimes moteur réduits. La direction assistée et les freins assistés devinrent des équipements de série. La climatisation fut proposée en option et, bien avant de nombreuses autres marques, un système électrique de 12 volts fut adopté.

Un nouveau style carrosserie fit son apparition en 1953 avec le cabriolet Skylark. La Buick Roadmaster Skylark fut l'un des trois cabriolets spéciaux produits en 1953 par General Motors, aux côtés de l'Oldsmobile 98 Fiesta et de la Cadillac Series 62 Eldorado. Le Skylark se distinguait par des passages de roue ouverts, une ligne de ceinture considérablement abaissée, une réduction de 102 mm de la hauteur du pare-brise par rapport à la Roadmaster standard, l'absence de VentiPorts et un nouveau Sweepspear qui préfigurait le style de Buick en 1954. Les roues à rayons Kelsey-Hayes et un couvercle de coffre solide étaient de série. Vendu à 5 000 dollars l'unité, seules 1 690 unités furent produites. L'année suivante, et pour une seule année, il devint sa propre série, construite sur un châssis de Century. Ce fut la dernière année de production pour la Roadmaster Estate, et également la dernière année de production de breaks à carrosserie en bois en série aux États-Unis. La carrosserie était produite par Ionia Manufacturing, qui construisait toutes les carrosseries de break Buick entre 1946 et 1964. Vendue à 4 031 dollars, l'Estate était la deuxième en prix après le Skylark, avec 670 unités vendues. Les ventes globales de la Roadmaster atteignirent 79 137 unités en 1953.

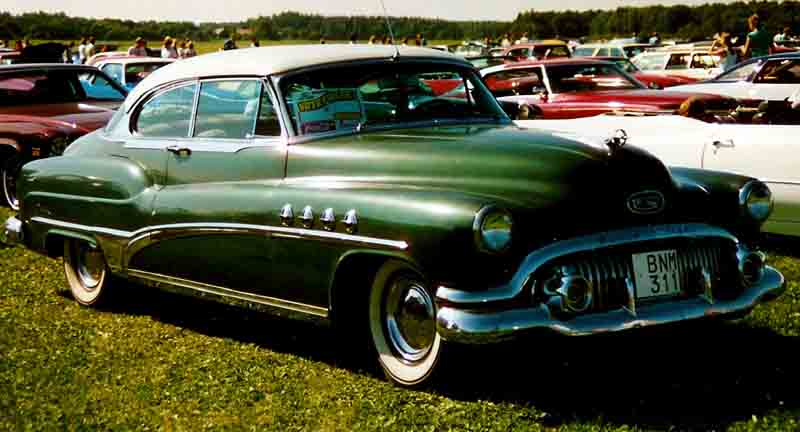
Buick Roadmaster Riviera coupe 1951
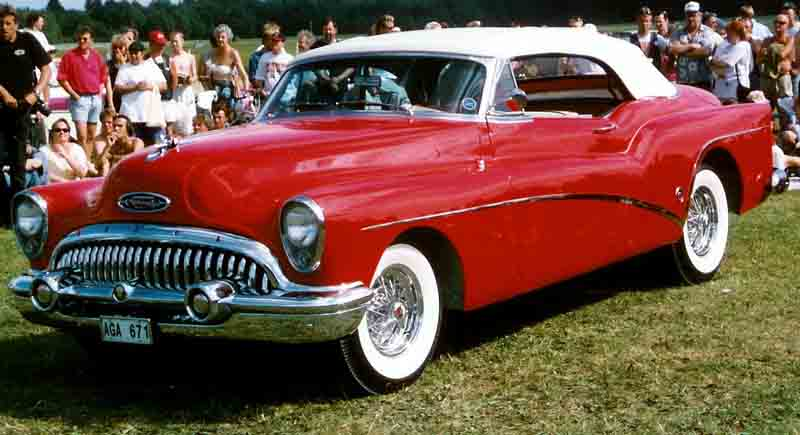
Buick Roadmaster Skylark convertible 1953
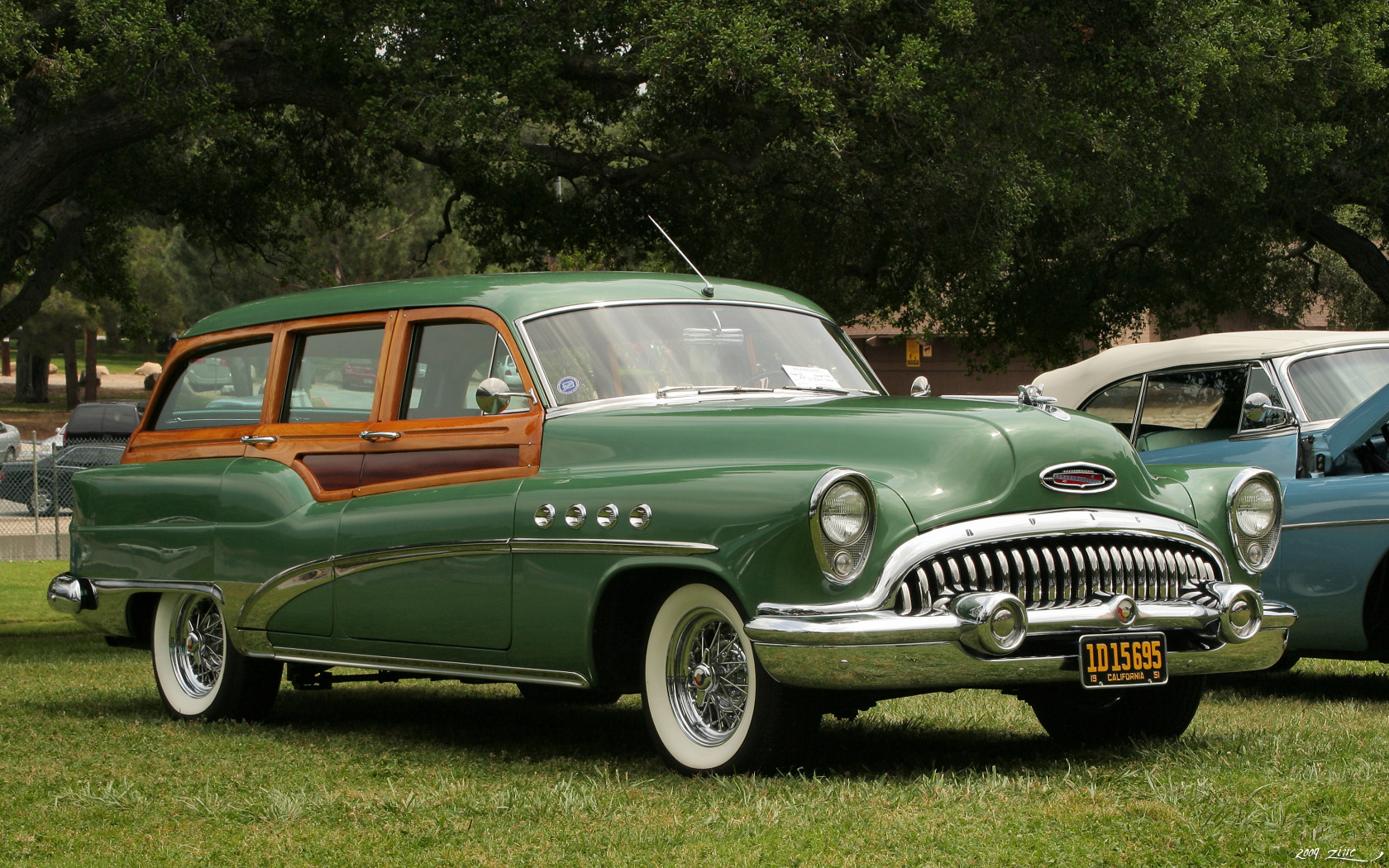
Buick Roadmaster Estate Wagon 1953

## Sixième génération (1954-1956)
En 1954, les modèles Buick Roadmaster et Super se sont alignés sur la nouvelle carrosserie de General Motors, la carrosserie C, partagée avec Cadillac et Oldsmobile 98. Cette nouvelle apparence adoptait le style « ponton » et introduisait les « pare-chocs Dagmar » à l'avant. Ces voitures étaient imposantes, offrant jusqu'à 140 mm de plus en empattement et une longueur totale accrue de plus de 229 mm par rapport à leurs prédécesseurs de 1953. Le badge "Roadmaster" était apposé sur les panneaux arrière et sur l'ornement du pont arrière. Les ailes arrière étaient dotées d'un aileron émoussé sur le bord postérieur, accompagné de deux feux arrière en forme de "balle" en dessous. Un nouveau pare-brise panoramique, avec des montants latéraux verticaux, faisait son apparition. Les modèles à 2 portes étaient agrémentés de bandes chromées sur les sièges, tandis que les modèles à 4 portes étaient pourvus d'un accoudoir sur les sièges arrière. La suspension avant était plus rigide et la puissance du Roadmaster était portée à 200 ch. Les versions coupé à piliers et break n'étaient plus disponibles. Les ventes globales ont chuté à 50 571 unités, soit 11% de la production annuelle. En option, la climatisation, fournie par Frigidaire, équipait les berlines et les hardtops, sous la forme d'une unité autonome, dont la modernisation répondait aux exigences des clients.
En 1955, des modifications ont été apportées pour distinguer le modèle Roadmaster, notamment l'ajout de larges bandes de garde-boue arrière inférieures, d'un script de pont et d'un ornement de capot Roadmaster doré, ainsi que des barres sur les enjoliveurs et une calandre accentuée d'or. La puissance a été augmentée à 239 chevaux (176 kW), et une nouvelle transmission Dynaflow à pas variable, qui ajustait le pas des pales du stator en fonction de l'accélération, permettait une accélération plus rapide. Les feux de recul étaient désormais de série. Les ventes globales ont atteint 64 527 unités, représentant 8% de la production annuelle.

En l'année 1956, la Roadmaster arbora un Sweepspear moins prononcé, ne s'étendant pas jusqu'au panneau de bas de caisse comme observé sur les autres modèles. Deux bandes chromées s'installèrent sur le couvercle du coffre, encadrant le mot "Roadmaster". Le script Roadmaster fut positionné sous les fenêtres d'aération des portes. Les ailettes pointues au-dessus des phares, appelées viseurs à pointe Fender, étaient de série. En tant qu'amélioration du Dynaflow, deux roues de stator furent adoptées. Un tout nouveau modèle de Roadmaster, le Riviera Hard-Top à 4 portes, se révéla être le plus prisé, avec 24 770 unités vendues, surpassant la berline à piliers de plus de deux pour un. Les ventes totales atteignirent 53 427 unités, représentant 9 % de la production de l'année modèle. Le tableau de bord rembourré devint la norme.

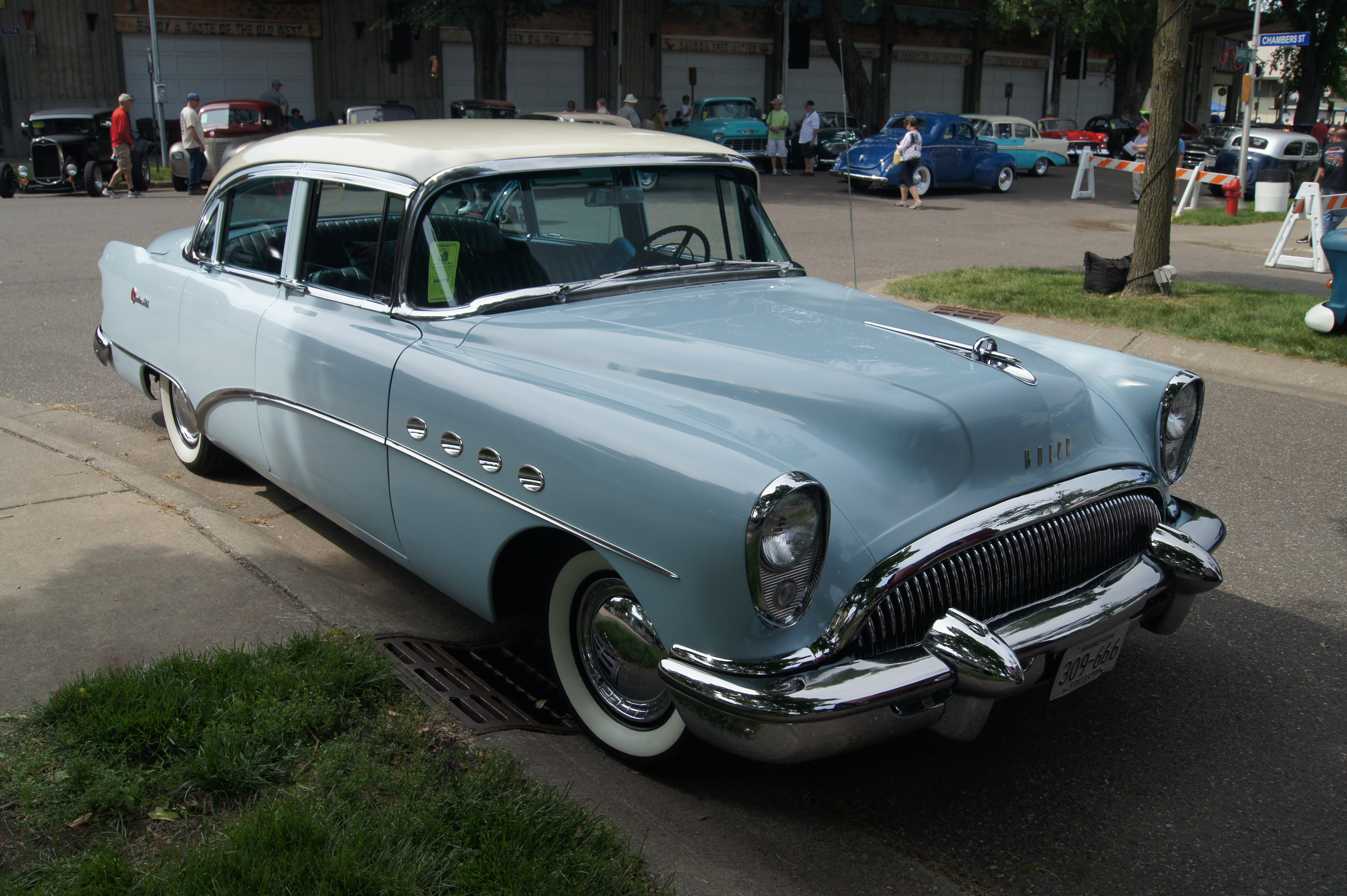
Buick Roadmaster 1954
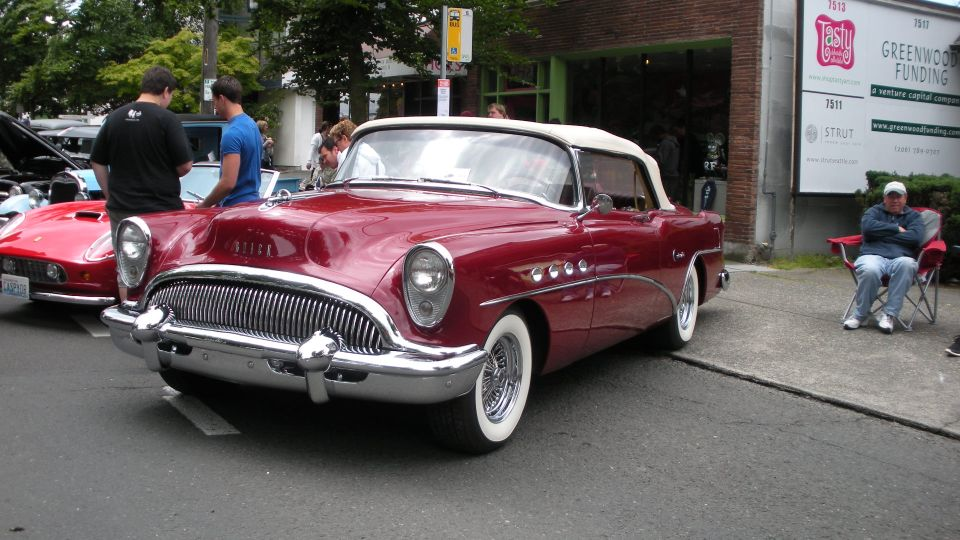
Buick Roadmaster convertible 1954
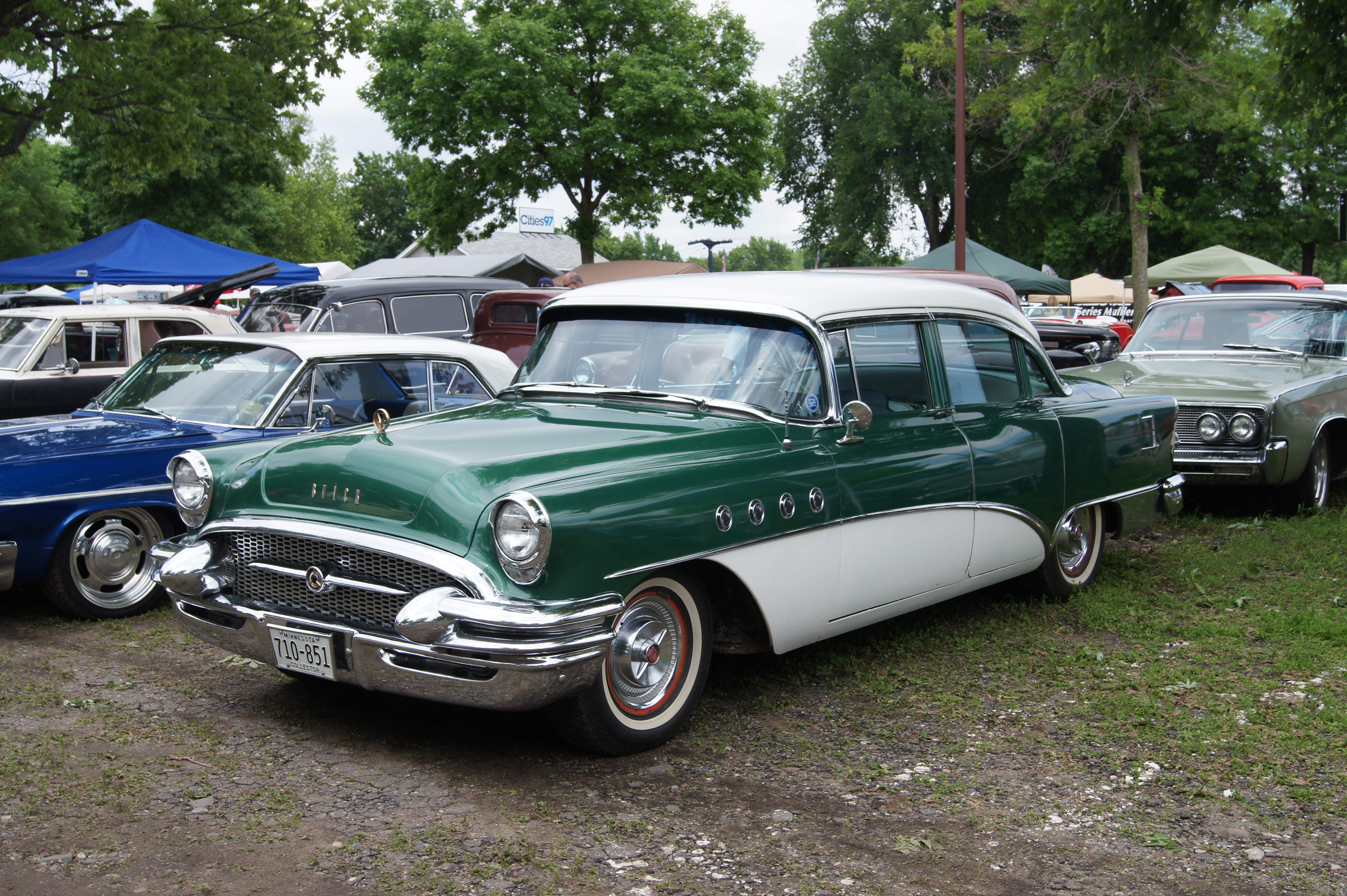
Buick Roadmaster sedan 1955
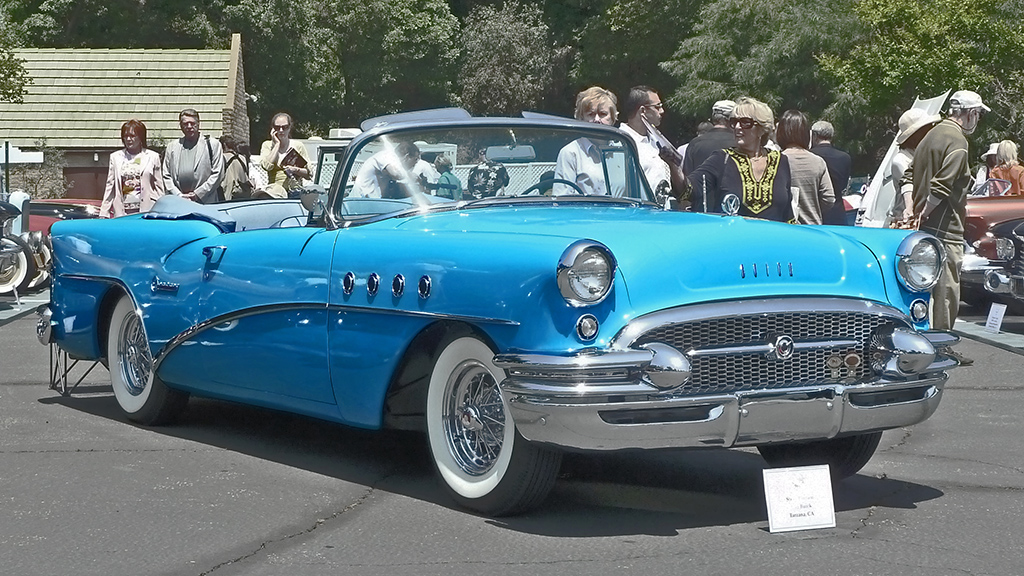
Buick Roadmaster convertible 1955
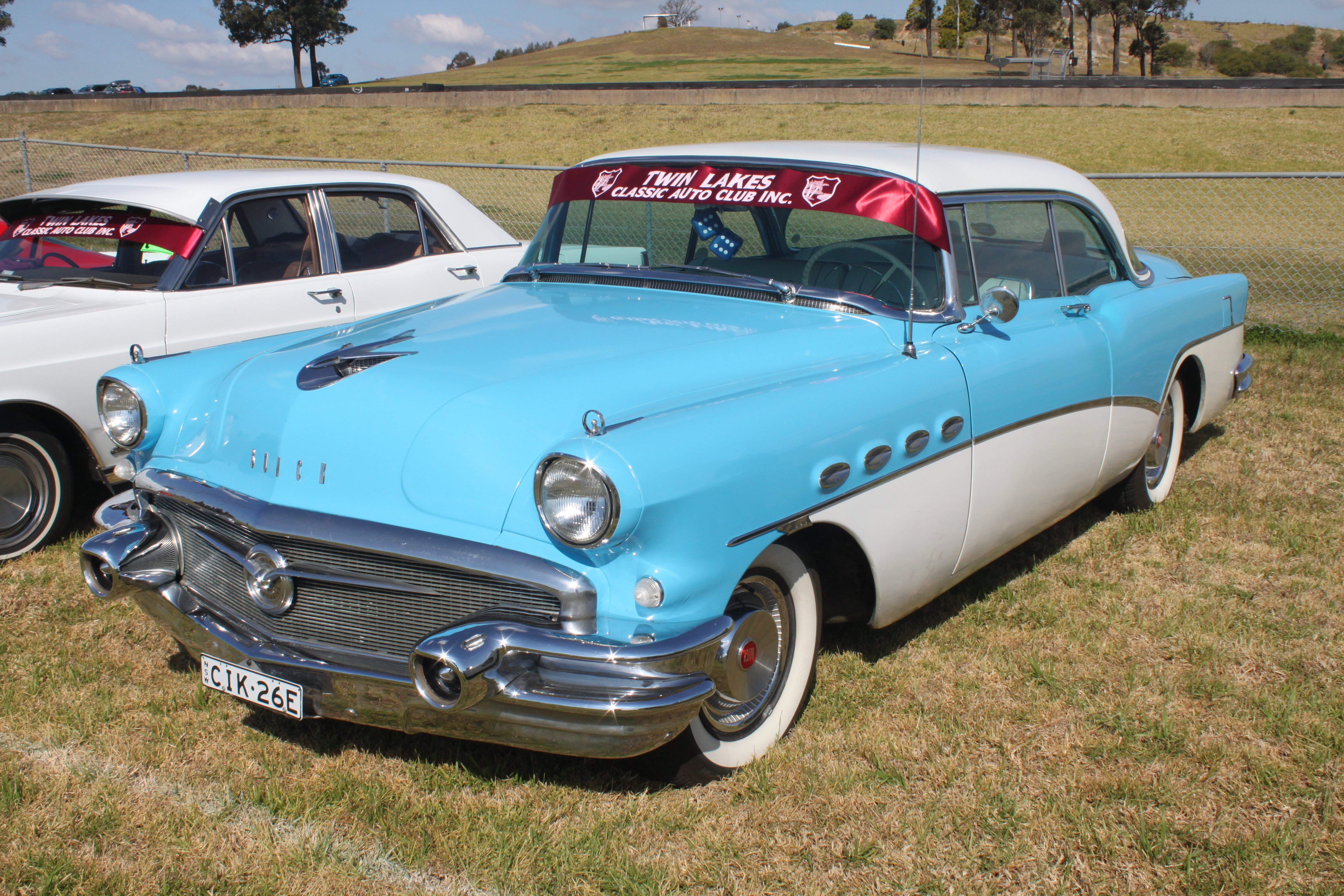
Buick Roadmaster Riviera 1956
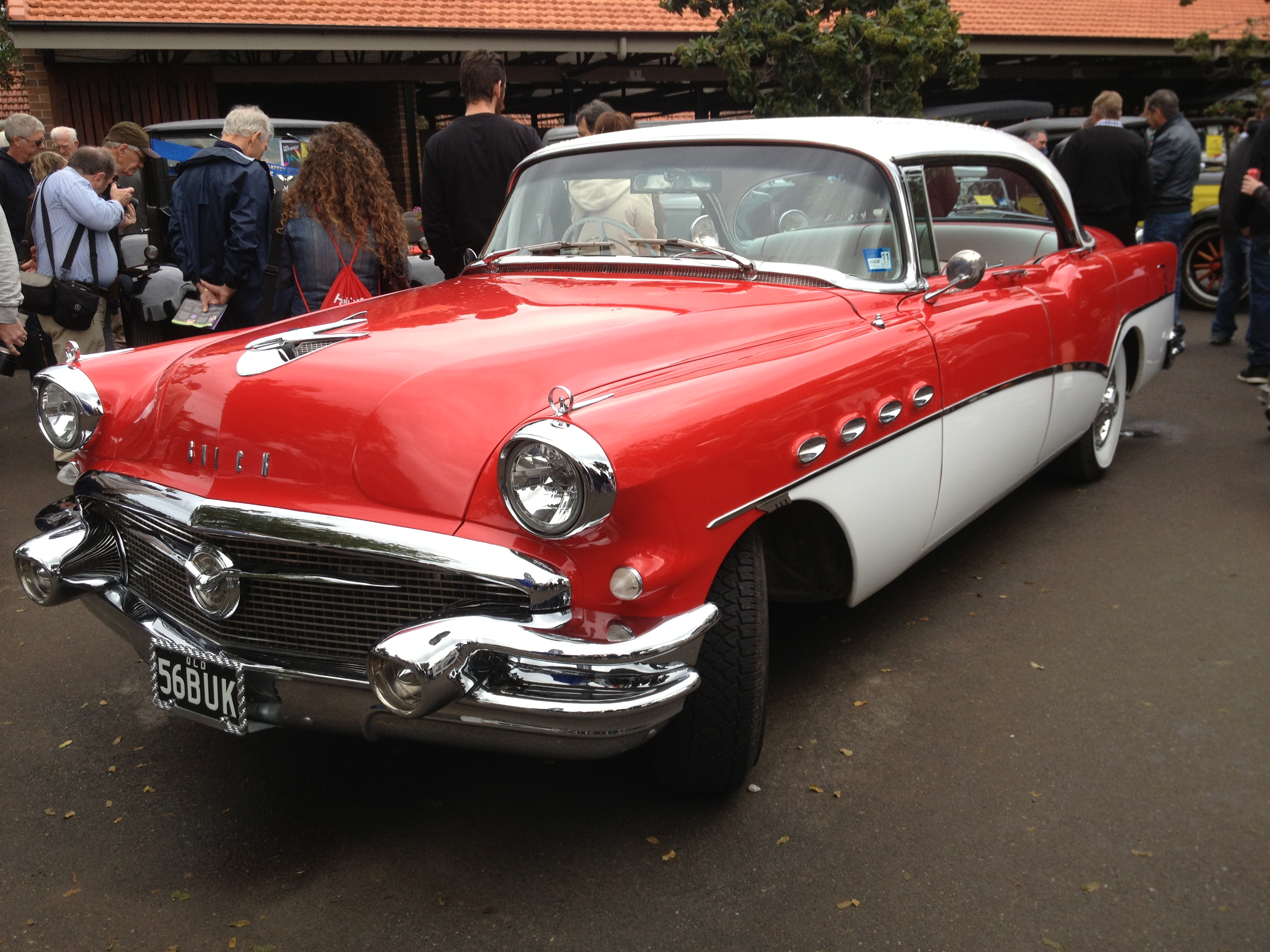
Buick Roadmaster coupe 1956

## Septième génération (1957-1958)
La carrosserie du modèle Roadmaster de 1957 fut enrichie d'un pare-brise encore plus panoramique, agrémenté de montants inclinés inversés. Une bande chromée remplie de rouge, appelée Sweepspear, ornait les flancs, tandis qu'un panneau chromé de garde-boue arrière remplissait l'espace entre la timonerie et l'extrémité des pare-chocs, conservant ainsi les "pare-chocs Dagmar" à l'avant. Un nouveau réservoir de carburant fut intégré dans le pare-chocs arrière, aux extrémités duquel passait l'échappement simple ou double en option. L'inscription "Roadmaster" fut apposée sur les emblèmes du pont et de la calandre. Les modèles à deux portes arboraient un trio de chevrons sur les quartiers arrière, tandis que les modèles à quatre portes comportaient un emblème Roadmaster encastré dans la bande Sweepspear. Les intérieurs étaient dotés d'un tableau de bord rembourré et revêtus de tissu et de nylon dans les versions quatre portes, de nylon dans les versions deux portes et de cuir dans les cabriolets. L'espace aux hanches à l'avant mesurait 166 centimètres.
Un nouveau moteur de 5 965 cm3 produisant 304 chevaux (224 kW) fut introduit. Un nouveau système de suspension à rotule améliora la maniabilité. La carrosserie Riviera à toit rigide à quatre portes, qui avait connu un succès l'année précédente, fut maintenue, entraînant le retrait de la berline à piliers de la gamme de modèles. De plus, une nouvelle Roadmaster, produite en milieu d'année (mars 1957) et désignée modèle 75, fut lancée, offrant des sièges et des fenêtres à commande électrique de série, des portes inférieures recouvertes de moquette, une lunette arrière monobloc (au lieu d'une lunette en trois parties, caractéristique des modèles plus petits Special et Century), des enjoliveurs de luxe et une identification de script de la série 75 sur le panneau arrière des coupés Roadmaster et sur les panneaux de porte arrière des Roadmaster quatre portes. Cela remplaça les trois chevrons standard que l'on trouvait auparavant au même endroit sur les modèles Roadmaster de l'année complète précédente. Les ventes totales de la Roadmaster chutèrent à environ 33 000 unités, en raison de la récession économique qui débuta à la fin de 1956 et se prolongea jusqu'en 1958.
En 1958, General Motors célébra son cinquantième anniversaire de production en introduisant des modèles anniversaires pour chaque marque : Cadillac, Buick, Oldsmobile, Pontiac et Chevrolet. Les modèles de 1958 partageaient un aspect commun sur les meilleurs modèles de chaque marque : la Cadillac Eldorado Séville, la Buick Roadmaster Riviera, l'Oldsmobile Holiday 88, la Pontiac Bonneville Catalina et la toute nouvelle Chevrolet Bel-Air Impala.
La Roadmaster de 1958 était disponible dans la version bien équipée "75", arborant une carrosserie au style plus volumineux et plus richement chromé. Une nouvelle calandre "tirette", composée de carrés chromés rectangulaires, fut introduite, et pour la première fois depuis 1948, aucun VentiPort distinctif ne fut présent sur les ailes avant. Sur le pont arrière, le nom "Roadmaster" fut écrit en caractères d'imprimerie sous un emblème Buick abritant la rainure de clé de verrouillage du coffre. Les timoneries étaient ornées de moulures brillantes, les panneaux de bas de caisse étaient agrémentés d'une moulure en reflux, et un grand éclair brillant de l'aile arrière avec des inserts nervurés remplaça le panneau inférieur de l'aile arrière chromé de l'année précédente. Quatre phares étaient désormais de série. Les nouveaux freins comprenaient des plaquettes en fonte dans des tambours en aluminium. Les ventes chutèrent encore, atteignant environ 14 000 unités.

Une refonte complète fut entreprise pour 1959, avec des changements de nomenclature pour les différentes séries. Ce n'est qu'en 1991 qu'une Buick de grande taille connut à nouveau le nom de Roadmaster ; les plus grands modèles Buick furent alors rebaptisés Electra.

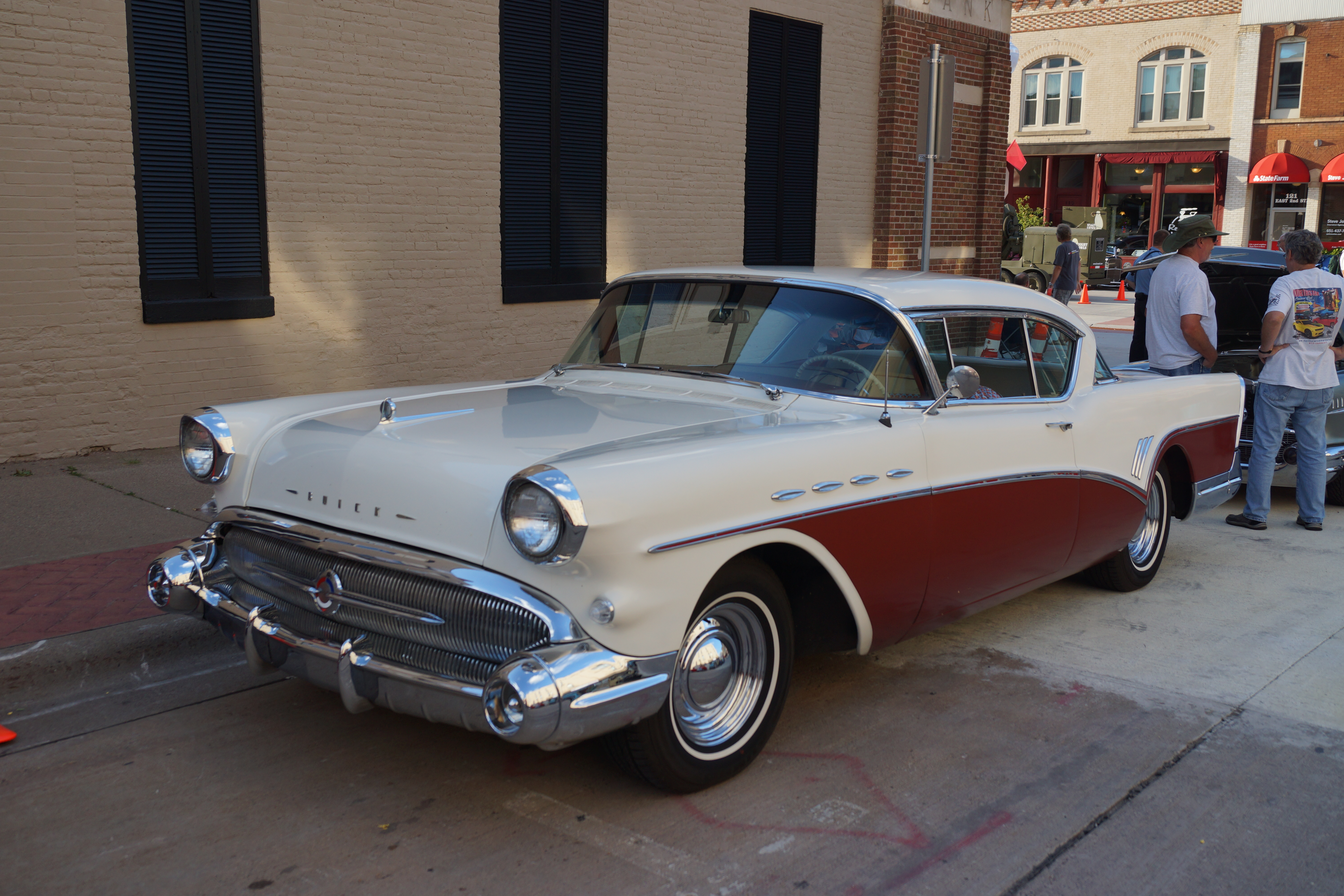
Buick Roadmaster coupe 1957
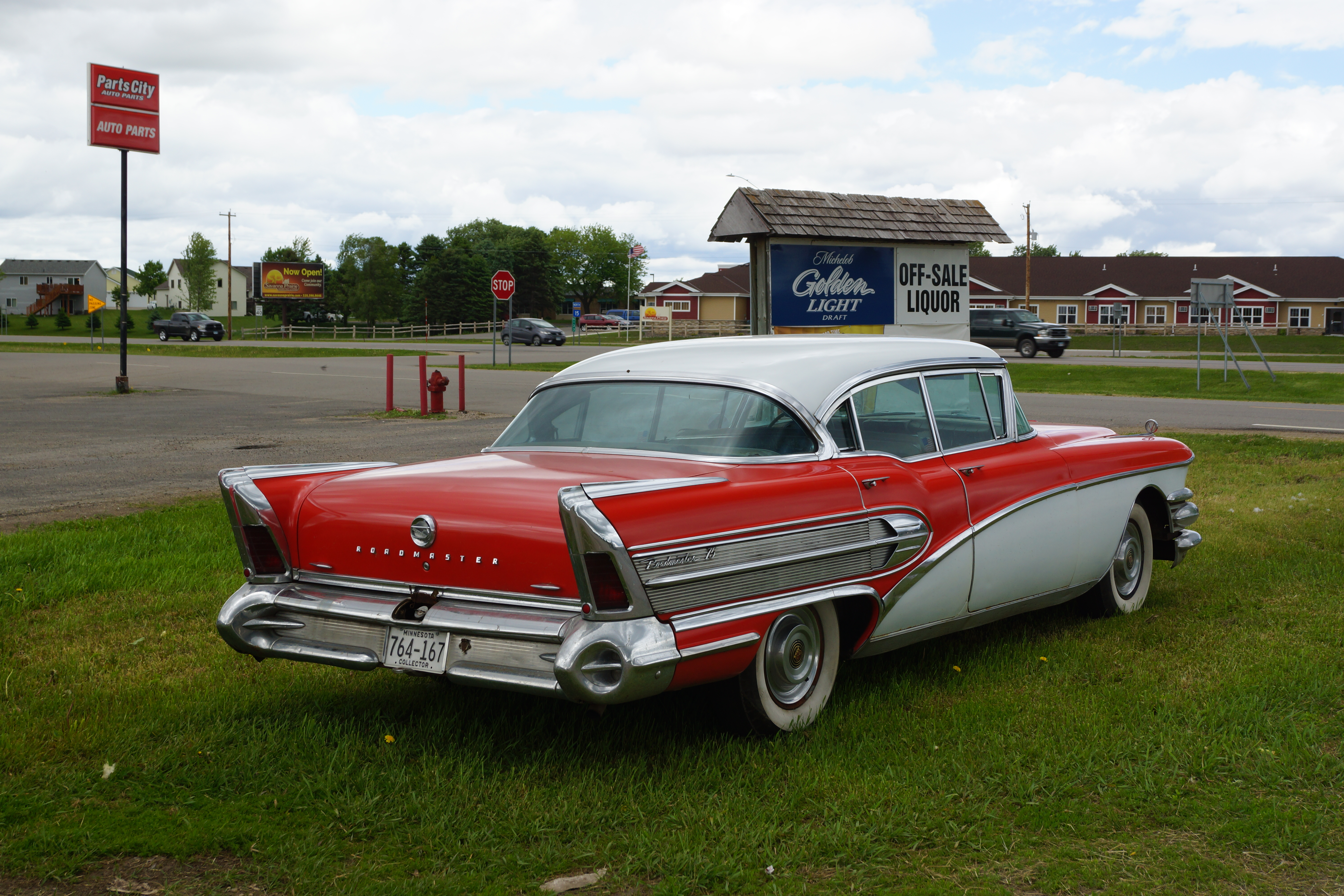
Buick Roadmaster 75 Riviera 1958
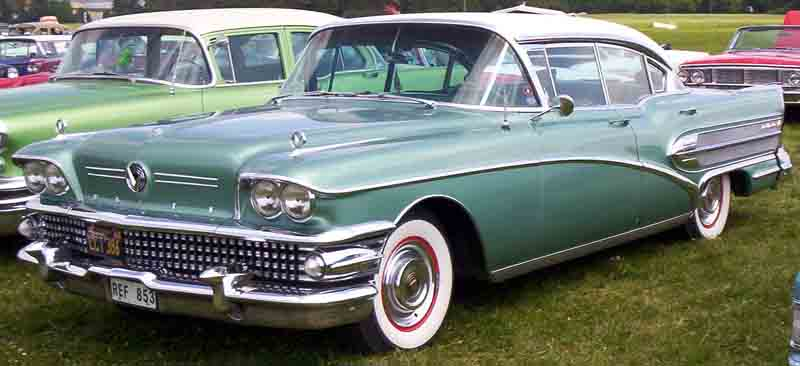
Buick Roadmaster 75 1958

## Huitième génération (1991-1996)
Le nom Roadmaster a été réintroduit dans la gamme Buick lors de l'année 1991, après une période d'absence de 33 ans, marquée par la transformation du break Buick Estate de troisième génération en Roadmaster Estate. Pour l'année modèle 1992, une berline à quatre portes a été incluse dans la gamme Roadmaster, représentant la première berline à propulsion arrière de Buick depuis 1985.

### Châssis
Le tout nouveau break Roadmaster Estate, suivant les traces de son prédécesseur, reposait sur la plate-forme B de grande taille à propulsion arrière de GM, étroitement liée aux châssis C et D réservés aux modèles haut de gamme de Buick et Cadillac. Il conservait le même empattement de 2 944 mm utilisé depuis la réduction de la taille de la série familiale par rapport au châssis C en 1977, mais était plus court de 76 mm que le modèle Buick Estate de 1990.
Quant à la berline Roadmaster, qui avait précédemment adopté une carrosserie de type C au cours de ses huit générations précédentes, elle partageait pour la première fois de son histoire la carrosserie de type B. Néanmoins, elle se distinguait non seulement comme la plus imposante des Buick, dépassant de 254 mm la Buick Park Avenue, apparemment haut de gamme, à carrosserie de type C, mais également plus grande en termes d'empattement (51 mm) et de longueur générale (152 mm) que la Cadillac DeVille Sedan.

### Motorisation
Le moteur standard de la familiale de 1991 était un V8 Chevrolet de 5,0 litres small-block développant 172 chevaux (127 kW). Il a été remplacé un an plus tard par un V8 Chevrolet small-block de 5,7 litres produisant 182 chevaux (134 kW), partagé entre la familiale et la berline. En 1994, les deux ont été équipées d'une version modifiée du V8 LT1 à injection séquentielle multipoints de 5,7 litres, augmentant la puissance à 264 chevaux (194 kW) et améliorant les performances.
Dérivée du LT1 de 304 chevaux (224 kW) introduit dans la Chevrolet Corvette 1992, la version Roadmaster était partagée avec d'autres voitures de luxe et de performance de plate-forme B et D telles que la voiture de police Chevrolet Caprice, la Cadillac Fleetwood et les GM Chevrolet Camaro Z28 et Pontiac Firebird Trans Am. Elle se distinguait par l'utilisation de pistons en fer pour assurer la durabilité, d'arbres à cames calibrés pour augmenter le couple à bas régime et de silencieux d'admission pour réduire le bruit au volant (uniquement dans les moteurs utilisés dans les voitures de luxe).
Bien que partiellement implanté pour se conformer aux normes d'émissions et d'économie de carburant, le moteur LT1 V8 a non seulement augmenté la puissance de 80 chevaux (60 kW), mais a également réduit la consommation de carburant de façon notable, passant de 23,5 L/100 km à 13,8 L/100 km en ville et de 9,4 L/100 km sur autoroute. En raison de cette augmentation significative de puissance, General Motors a restreint la vitesse maximale du Roadmaster (qui utilisait des pneus ayant une vitesse nominale inférieure à ceux de la Corvette) à 174 km/h. À partir de 1996, le LT1 est devenu conforme à la norme OBD-II.
Les trois moteurs V8 étaient associés à une transmission automatique à quatre vitesses. En 1994, la transmission à commande hydraulique 4L60 (700R4) a été remplacée par la 4L60E à commande électronique.
Avec l'ensemble de remorquage d'origine, le Roadmaster 1994-1996 était conçu pour remorquer jusqu'à 2 300 kg. Pour le break, cette capacité pouvait être augmentée à 3 175 kg en utilisant un attelage répartiteur de poids, des commandes à double balancement, en ajustant la pression des pneus arrière à 2,4 bars et en désactivant le contrôle électronique de niveau. L'ensemble de remorquage ajoutait également un rapport de démultiplication d'essieu arrière de 2,93, un différentiel à glissement limité, un système de refroidissement renforcé comprenant des refroidisseurs d'huile et de transmission, ainsi qu'une suspension arrière auto-nivelante installée en usine appelée Dynaride. Celle-ci est composée d'amortisseurs pneumatiques, d'un capteur de hauteur entre l'essieu et la carrosserie arrière, et d'un compresseur d'air embarqué. De manière plus visible, une paire de ventilateurs électriques positionnés vers la gauche sous le capot a été remplacée par une combinaison comprenant un ventilateur mécaniquement entraîné par le moteur et un ventilateur électrique.

### Carrosserie
Le modèle Break Roadmaster Estate partageait sa structure avec le Caprice Estate et l'Oldsmobile Custom Cruiser. Ces véhicules partageaient plusieurs éléments stylistiques, notamment les phares du Caprice et le toit ouvrant de type "Vista" de la deuxième rangée du Custom Cruiser. En outre, ils étaient équipés en standard de panneaux latéraux en simili bois, bien que cette caractéristique puisse être retirée moyennant un crédit. Ces trois wagons proposaient en option un siège de troisième rangée orienté vers l'arrière, ce qui portait la capacité d'accueil à huit personnes. La berline Roadmaster se distinguait par son propre design, arborant une calandre spécifique et des phares disposés au-dessus des feux de position et des clignotants. Bien qu'elle partageât une ligne de toit berline formelle avec la Cadillac Fleetwood, elle bénéficiait d'un empattement plus court de près de 152 mm.
L'intérieur a été revisité pour l'année modèle 1994, intégrant notamment de nouveaux airbags doubles, un réarrangement des jauges du tableau de bord pour les rapprocher du volant, ainsi que des améliorations au niveau de la radio et des commandes de climatisation. En 1995, les rétroviseurs latéraux ont été redessinés, passant d'un style monté sur le revêtement de porte à un modèle pliant fixé au panneau de voile. La Roadmaster de 1995 conservait ses roues arrière à jupe, élément supprimé des modèles Caprice/Impala SS, tandis que la berline bénéficiait de nouvelles moulures latérales. Les breaks ont été équipés d'un occulteur pour le toit Vista, ainsi que d'un cache pour le compartiment de chargement. En 1996, la climatisation automatique est devenue de série, et les ceintures de sécurité arrière ont été redessinées pour inclure une fonction de serrage.

### Arrêt
L'éclipse des berlines de luxe de Buick et des breaks a été précipitée par une conjonction de surpopulation et la pression exercée par les SUV pleine grandeur. Cette convergence a sonné le glas des Roadmaster après l'année modèle 1996, leur production finale s'éteignant le 13 décembre de ladite année. Le déclin des breaks n'était pas isolé : l'arrêt de la production des breaks Country Squire et Colony Park par Ford en 1991 a préfiguré la disparition du Roadmaster Estate et du Chevrolet Caprice Estate, marquant ainsi la fin de cette catégorie de véhicules outre-Atlantique jusqu'à l'avènement de la Dodge Magnum en 2005.

Un autre facteur crucial ayant contribué à l'abandon progressif de cette gamme de carrosseries chez GM fut l'essor du segment des SUV pleine grandeur, dont l'influence s'est fait sentir tant sur les ventes de berlines que de familiales. En parallèle, la demande s'accroissait pour les modèles Chevrolet/GMC Suburban, qui affichaient des marges bénéficiaires plus substantielles. En 1996, l'usine d'assemblage d'Arlington au Texas a été réorientée vers la production de SUV et de camionnettes, laissant ainsi la plate-forme B sans affectation sur la chaîne de montage.

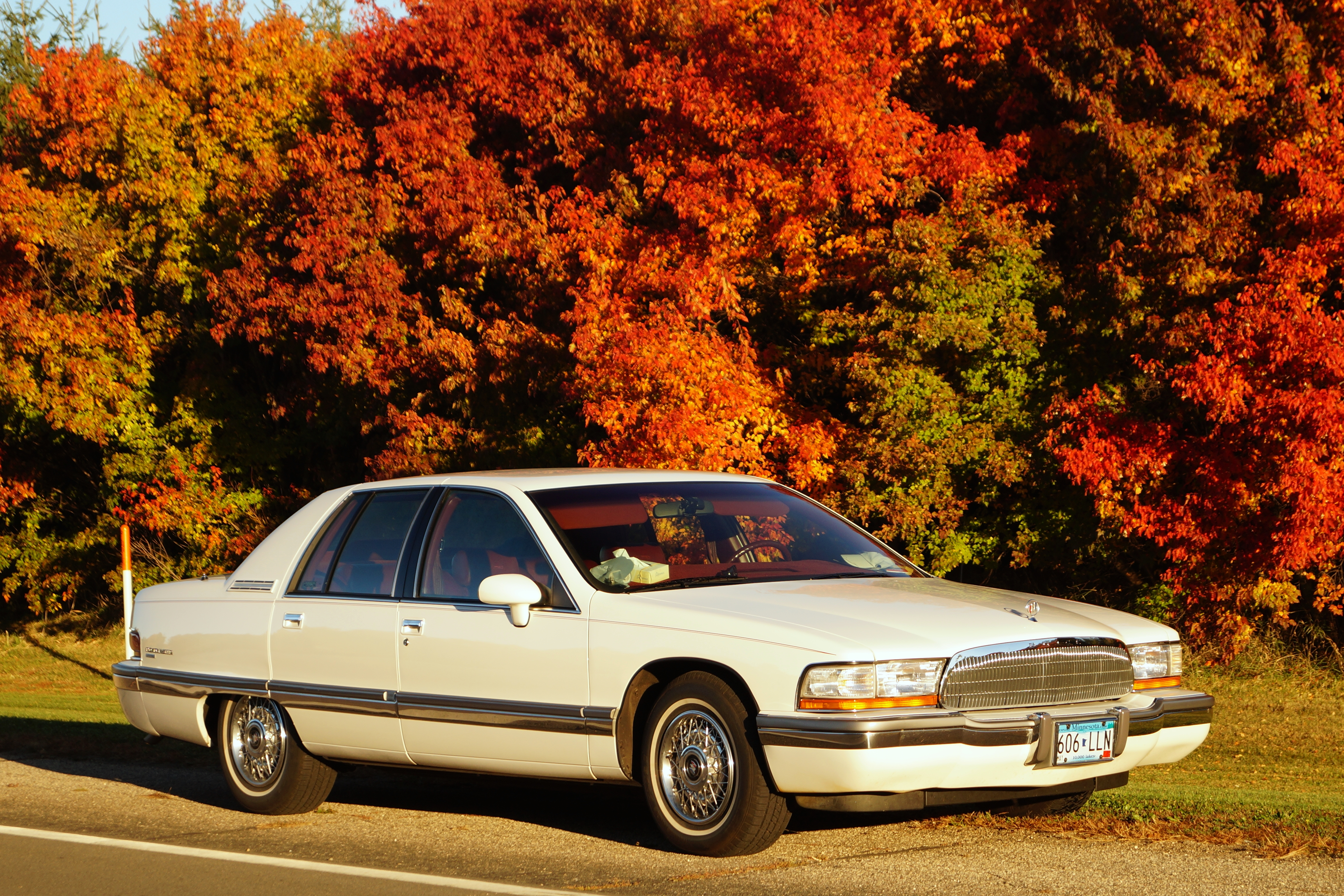
Buick Roadmaster 1992
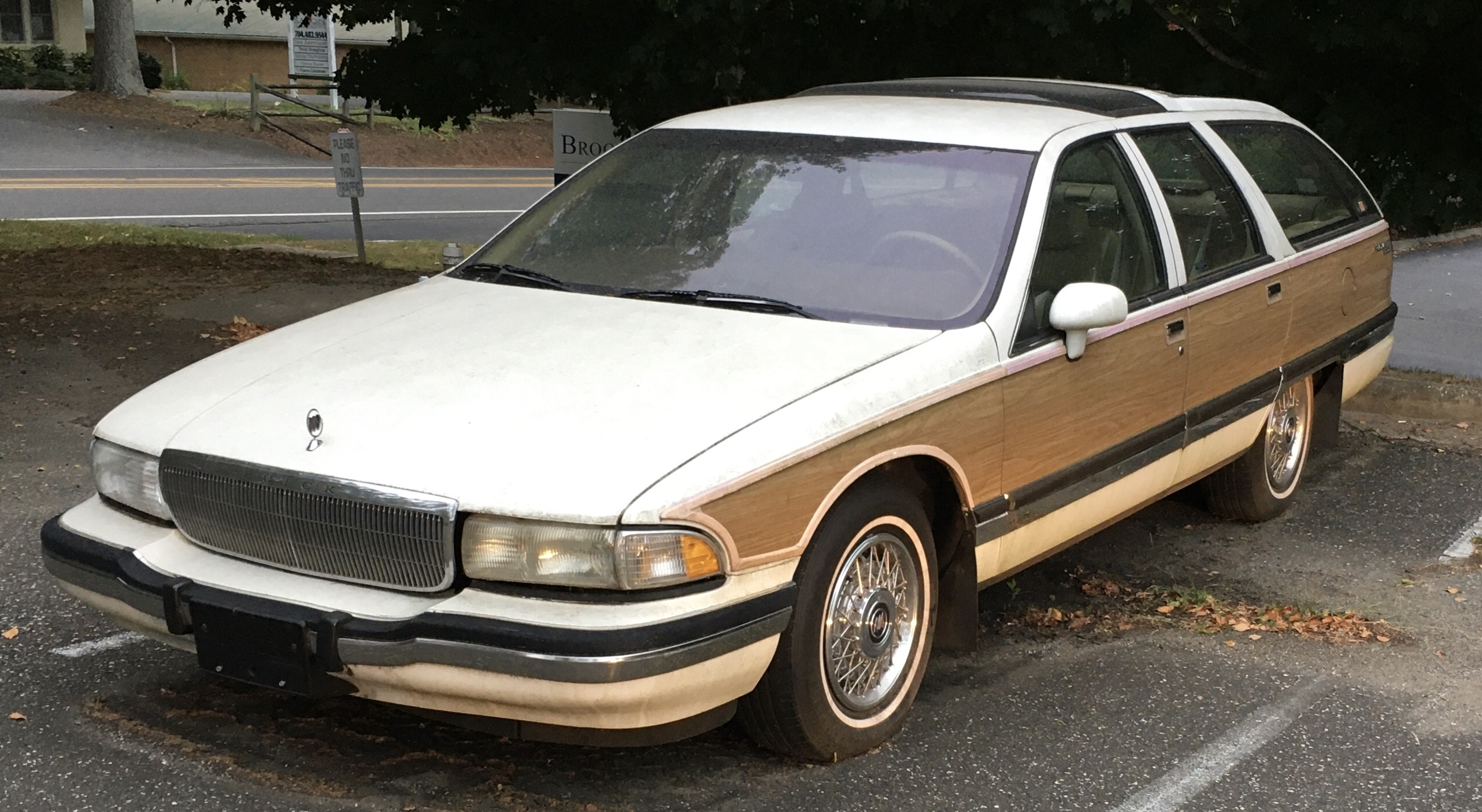
Buick Roadmaster wagon 1992
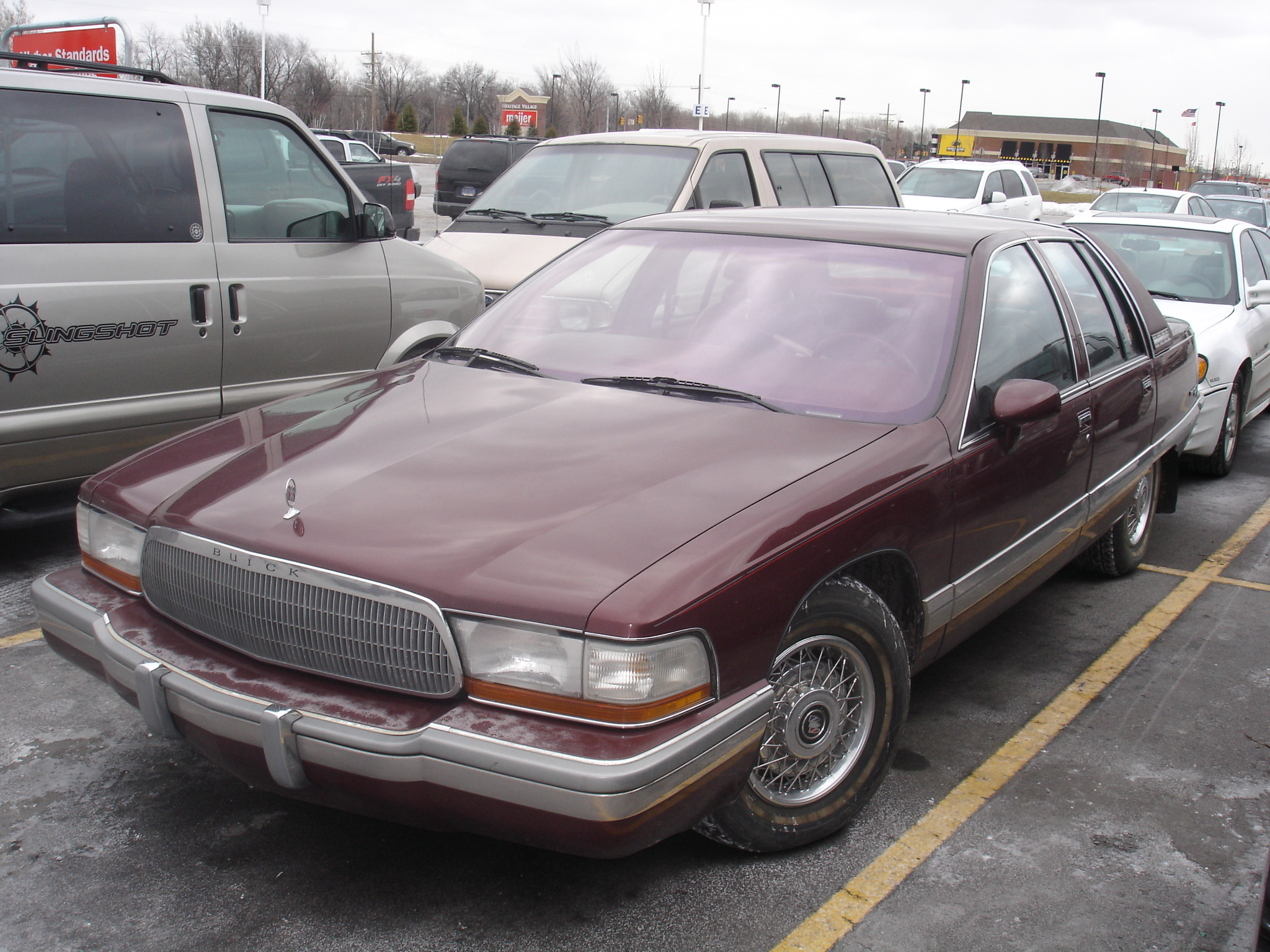
Buick Roadmaster 1993
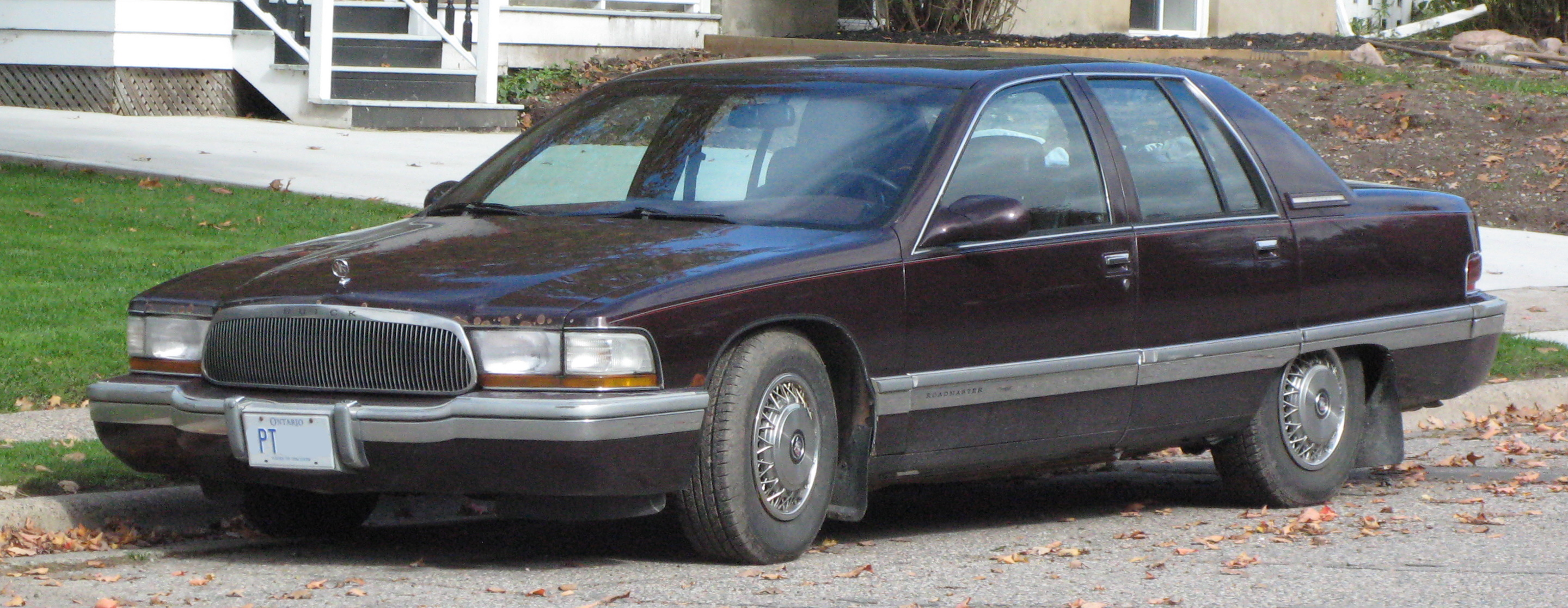
Buick Roadmaster Limited 1995
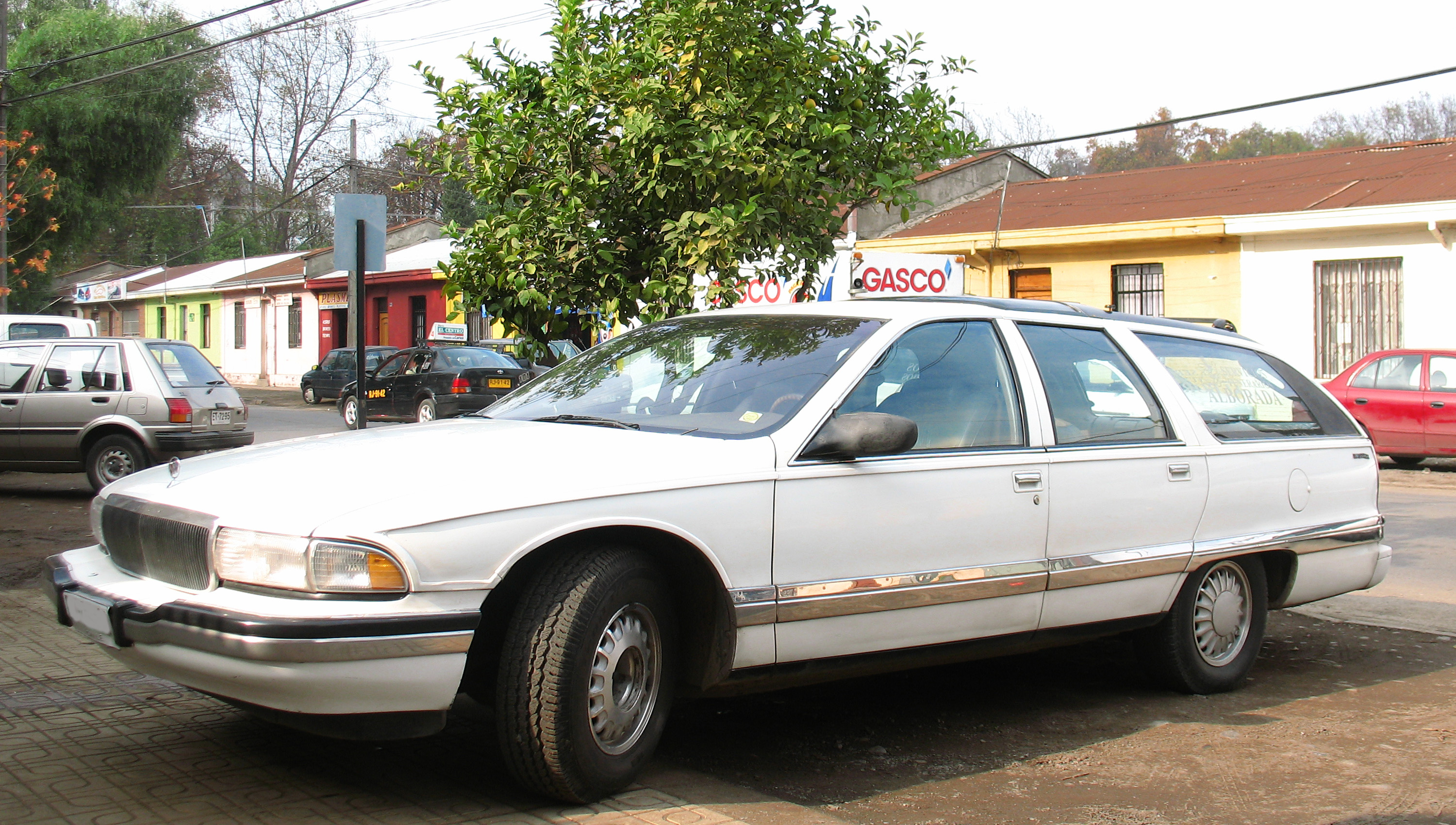
Buick Roadmaster Estate Wagon 1995
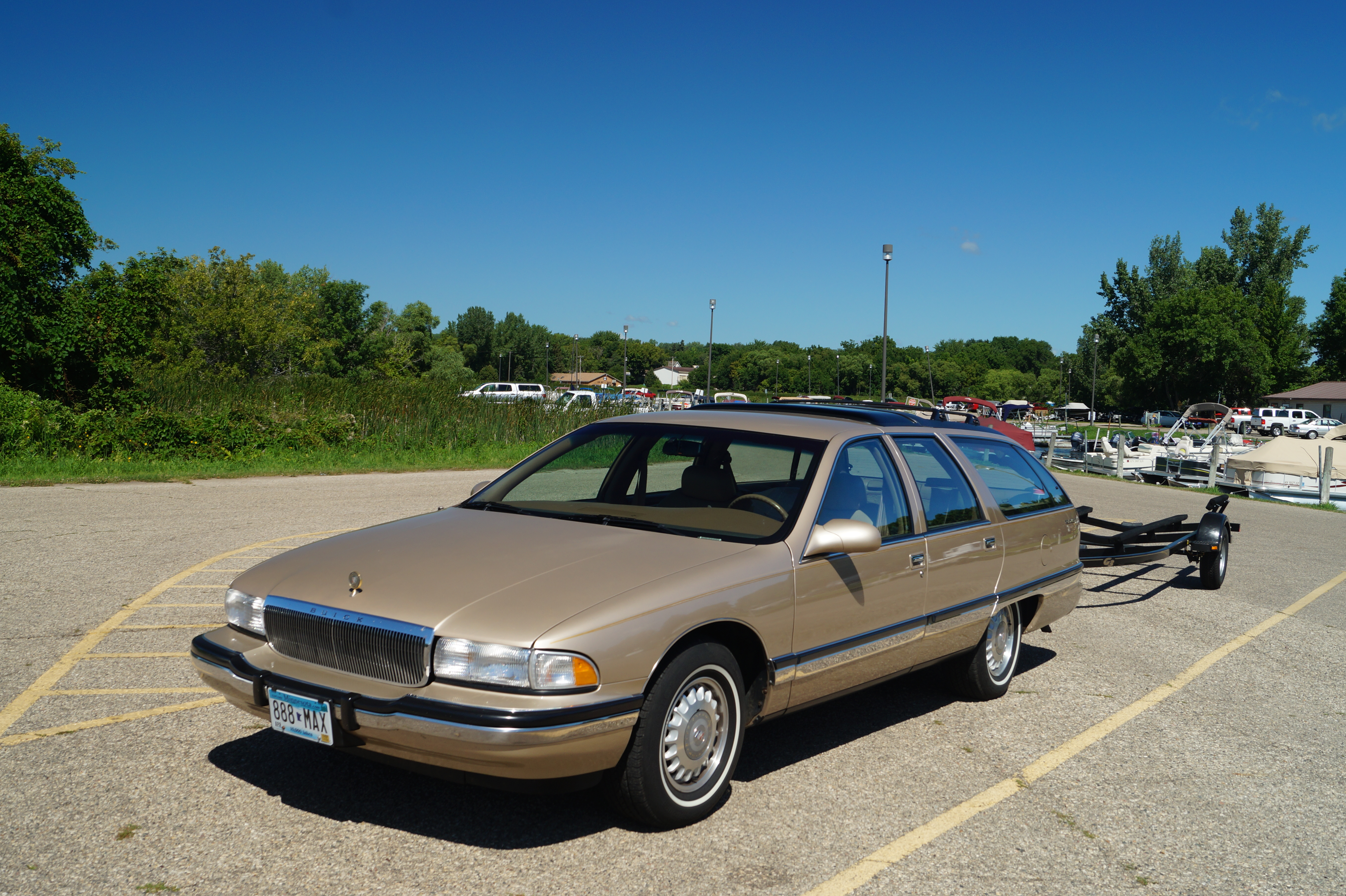
Buick Roadmaster Limited Estate Wagon 1996